# سامبل
السامبل هو صلصة أو معجون فلفل حار إندونيسي، يُصنع عادةً من خليط من الفلفل الحار مع مكونات ثانوية مثل معجون الجمبري، الثوم، الزنجبيل، الكراث الصغير، البصل الأخضر، سكر النخيل، وعصير الليمون. كلمة "سامبل" هي كلمة مستعارة من أصل جاوي.
بالإضافة إلى المأكولات الإندونيسية، يعتبر السامبل جزءًا لا يتجزأ من المأكولات في سنغافورة، ماليزيا، بروناي، وسريلانكا. كما انتشر من خلال الجاليات الإندونيسية في الخارج إلى هولندا وسورينام.
توجد وصفات مختلفة للسامبل تُقدم كتوابل حارة للأطباق، مثل لالاب (الخضروات النيئة)، إيكان بكار (السمك المشوي)، إيكان غورينغ (السمك المقلي)، أيام غورينغ (الدجاج المقلي)، أيام بينيت (الدجاج المهروس)، إيغا بينيت (الأضلاع)، وأنواع مختلفة من شوربات سوتو. يوجد على الأقل 212 نوعًا من السامبل في إندونيسيا، معظمها يعود أصلها إلى جاوة.

## التاريخ
يُوصف السامبل غالبًا بأنه تابل إندونيسي حار ولاذع. ومع ذلك، فإن مكونه الرئيسي، وهو الفلفل الحار، ليس من جنوب شرق آسيا، بل يعود أصله إلى الأمريكتين. تشمل الأنواع الشائعة المستخدمة في وصفات السامبل فلفل الكايين (Cayenne pepper) وفلفل عين الطائر (bird's eye chili pepper)، وكلاهما من أنواع الفلفل الحار . هذه الأنواع موطنها الأصلي نصف الكرة الغربي، وقد تم إدخالها إلى أرخبيل إندونيسيا في القرن السادس عشر عن طريق البحارة البرتغاليين والإسبان خلال التبادل الكولومبي).

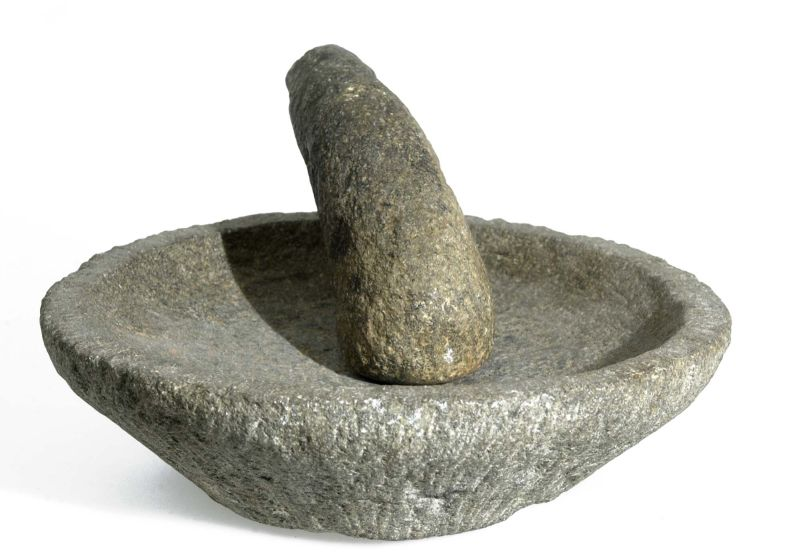
مدقة وهاون حجري (cobek وulekan)، أداة أساسية لصنع السامبل

يلاحظ الباحثون أن شعوب جنوب شرق آسيا البحرية كانت على دراية بنوع من التوابل الحارة قبل القرن السادس عشر. فقد أصبحت التوابل الحارة "كابيا" (cabya) سلعة ثمينة في السوق الجاوية منذ عصر مملكة ميدانغ القديمة حوالي القرن العاشر. وتشير مخطوطة ناجاراكريتاغاما (Nagarakretagama) الجاوية من القرن الرابع عشر إلى جزيرة لومبوك ميراه (lombok mirah)، التي تُعرف اليوم بجزيرة لومبوك (Lombok)، وهي المنطقة التي كانت تنتج توابلًا حمراء تُسمى لومبوك. في اللغة الجاوية الحديثة، يشير مصطلح لومبوك إلى الفلفل الحار، لكنه على الأرجح كان يشير في الأصل إلى توابل حارة محلية قبل إدخال نبات الفليفلة (Capsicum).
في لغات إندونيسيا، يُطلق على الفلفل الحار اسم "كاباي" (cabai) أو "كابيه" (cabe)، لكن كلمة "كابيا" مذكورة في العديد من النقوش القديمة والنصوص التي عُثر عليها في جاوة من القرن العاشر الميلادي. تشير "كابيا" في الواقع إلى الفلفل الطويل الجاوي أو الفلفل الطويل الباليني (Piper retrofractum). يقترح المؤرخون أنه قبل إدخال الفليفلة من الأمريكتين في القرن السادس عشر، كانت "كابيا" هي التوابل الحارة التي كانت تُستخدم على نطاق واسع وتُزرع في جاوة. ولا تزال "كابيا" تُستخدم في جاوة، لكن الشعبية الهائلة لنباتات الفليفلة أدت إلى تراجع استهلاك "كابيا" حتى أصبحت تُستخدم فقط في الطب التقليدي وصنع المشروبات العشبية الجاوية (jamu).
يقترح مؤرخ آخر أن الزنجبيل كان يُستخدم كعنصر حار في النسخة القديمة من السامبل. كان الزنجبيل و"كابيا" و"أنداليمان" (andaliman) من بين أقدم التوابل الحارة المستخدمة في التوابيل الشبيهة بالسامبل، تليها إدخال الفلفل الأسود من الهند حوالي القرن الثاني عشر، وأخيرًا إدخال الفلفل الحار من الأمريكتين في القرن السادس عشر.
تسجل المخطوطة الجاوية "سيرات سينثيني" (Serat Centhini) (1819–1912) ستة عشر نوعًا من السامبل في جاوة. قدم كتاب الوصفات "موستيكا راسا" (Mustika Rasa) (1967)، الذي كتبته هارتيني سوكارنو (Hartini Sukarno)، 63 وصفة للسامبل. في عام 2017، حددت الباحثة الغذائية مردياتي غارجيتو (Murdijati Gardjito) من جامعة غادجاه مادا (Gadjah Mada University) مئات الأنواع من السامبل في إندونيسيا؛ 212 منها لها أصل واضح، بينما 43 نوعًا لا يُعرف أصلها بالتحديد. تمتلك جاوة أكبر عدد من الأنواع بنسبة 43%، تليها سومطرة بنسبة 20%، ثم بالي وغرب نوسا تينغارا بنسبة 8%، بينما تتوزع الأنواع المتبقية بين مالوكو وكاليمانتان وسولاويسي.
مثل العديد من الإدخالات والتكيفات الطهوية في الأرخبيل، تفرعت هذه التوابل الحارة واللاذعة على مر السنين إلى مجموعة متنوعة من أنواع السامبل، والتي تم تكييفها وفقًا للأذواق الإقليمية وتوافر المكونات. اليوم، يُعتبر السامبل عنصرًا أساسيًا في مطابخ دول جنوب شرق آسيا، حيث يُعد جزءًا لا يتجزأ من المأكولات الإندونيسية والسريلانكية والماليزية والسنغافورية.

## التحضير والتوافر

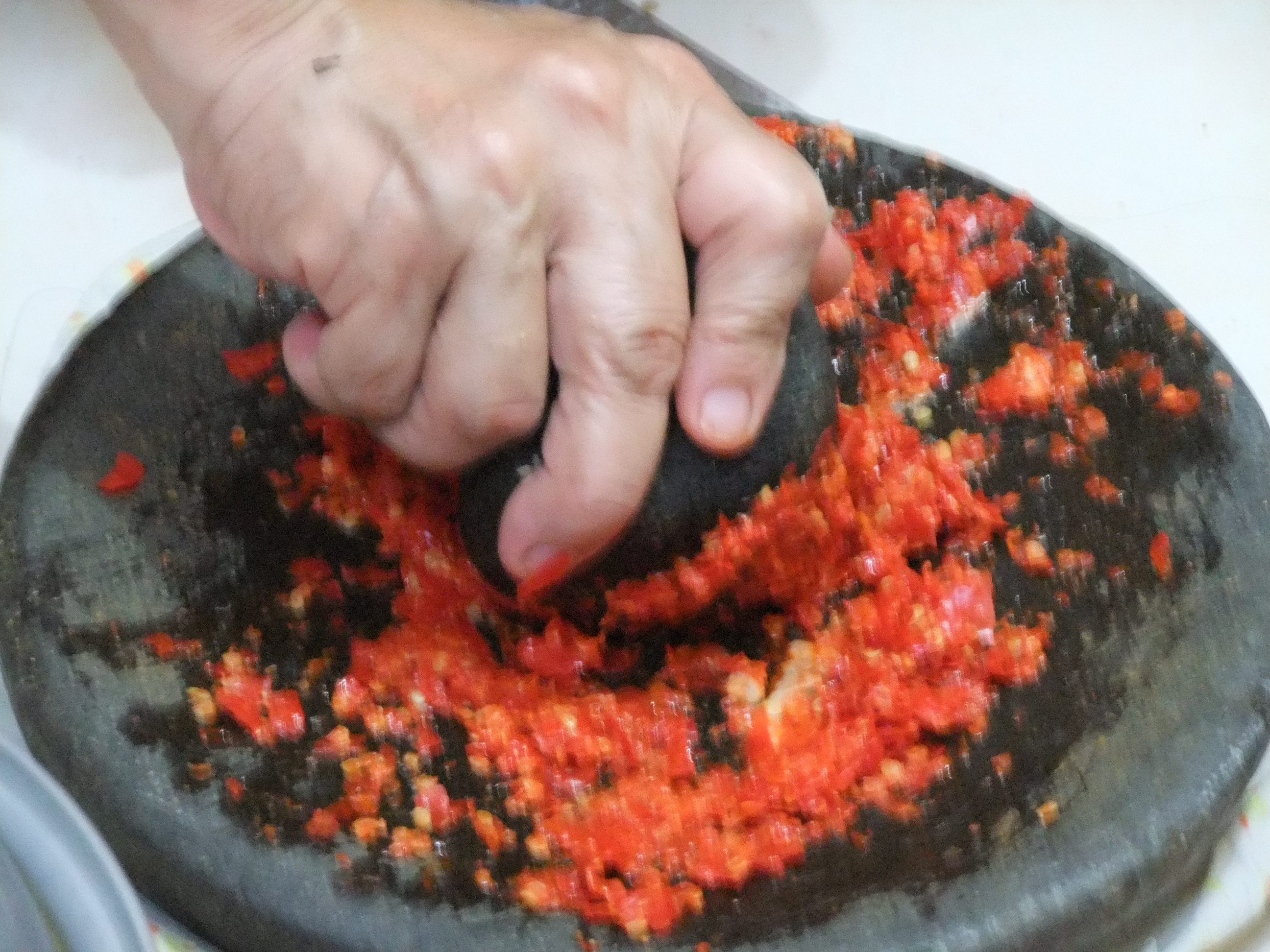
طريقة تقليدية لصنع السامبل باستخدام "كوبيك" (cobek)، وهو هاون حجري، و"أوليكان" (ulekan)، وهي مدقة

تُحضر أنواع السامبل التقليدية طازجة باستخدام أدوات تقليدية مثل المدقة والهاون الحجري. يمكن تقديم السامبل نيئًا أو مطبوخًا. هناك فئتان رئيسيتان من السامبل في إندونيسيا، هما "سامبل ماساك" (sambal masak) أي المطبوخ، و"سامبل منته" (sambal mentah) أي النيئ. يمر السامبل المطبوخ بعملية طهي تمنحه نكهة ورائحة مميزتين، بينما يتم خلط السامبل النيئ بمكونات إضافية ويُستهلك عادةً على الفور. يُعد السامبل المطبوخ أكثر انتشارًا في غرب إندونيسيا، بينما السامبل النيئ أكثر شيوعًا في شرق إندونيسيا.
يتم غالبًا طحن الفلفل الحار والثوم البصل الأحمر (shallot) والطماطم طازجة باستخدام هاون، بينما يتم قلي أو حرق "تراسي" (terasi) أو "بيلاكان" (belacan) (معجون الجمبري) أولاً للتخلص من رائحته النفاذة ولإطلاق عطره. يمكن تحضير السامبل بكميات كبيرة، حيث يمكن تخزينه بسهولة في وعاء زجاجي محكم الإغلاق في الثلاجة لمدة أسبوع ليتم تقديمه مع الوجبات كتوابل. ومع ذلك، تصر بعض الأسر والمطاعم على تحضير السامبل طازجًا قبل تناوله مباشرةً لضمان نضارته ونكهته؛ وهذا ما يُعرف باسم "سامبل داداك" (sambal dadak) (حرفيًا: "سامبل مرتجل" أو "سامبل طازج"). ومع ذلك، في معظم وارونغ (warung) والمطاعم، يتم تحضير السامبل يوميًا بكميات كبيرة ويُقدم كتوابل حارة ولاذعة.

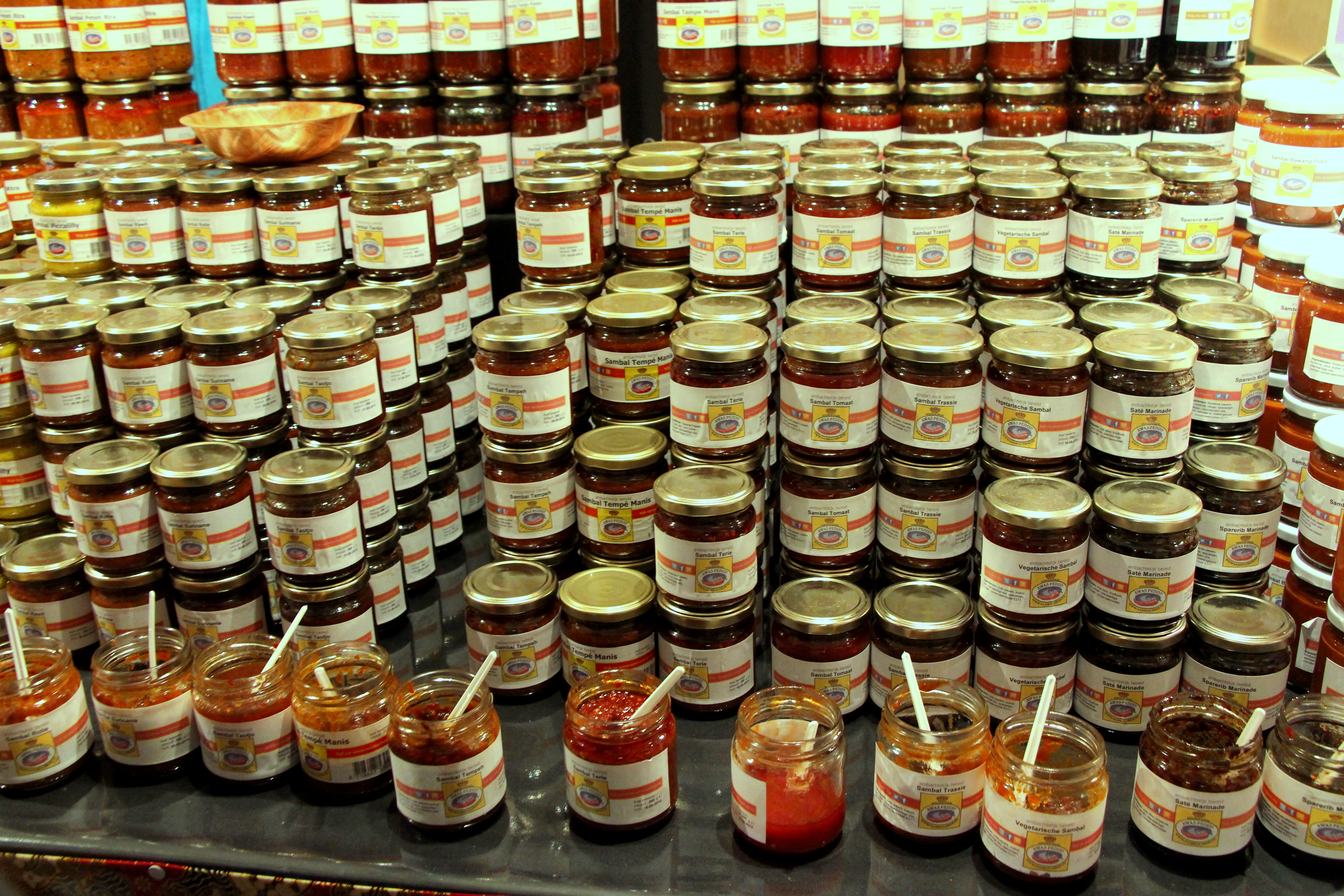
أوعية تحتوي على سامبل في معرض تونغ تونغ فير (Tong Tong Fair) في لاهاي (The Hague)، هولندا

اليوم، تتوفر بعض العلامات التجارية للسامبل الجاهز أو الفوري أو المعد مسبقًا في إندونيسيا في وارونغ (warung)، والأسواق التقليدية، والسوبرماركت، ومتاجر البقالة. معظمها معبأ في زجاجات، مع توفر بعض العلامات التجارية في عبوات بلاستيكية أو ألومنيوم. مقارنةً بالسامبل التقليدي، يتميز السامبل الفوري المعبأ عادةً بقوام أنعم ومحتوى أكثر تجانسًا وسمكًا، يشبه صلصة الطماطم، وذلك بسبب عملية التصنيع الآلية. أما السامبل التقليدي الذي يتم طحنه يدويًا باستخدام المدقة والهاون، فيتميز عادةً بقوام خشن. تنتج عدة علامات تجارية سامبل معبأ مثل "هاينز ABC" "سامبل تراسي" (sambal terasi) والعديد من أنواع سامبل إندوفود (Indofood). في هولندا، تتوفر مجموعة من السامبل المعبأ مسبقًا في زجاجات أو عبوات بلاستيكية من عدة علامات تجارية (وطنية وعلامات تجارية للمتاجر) في معظم السوبرماركت ومتاجر توكو (toko).

## أنواع الفلفل الحار

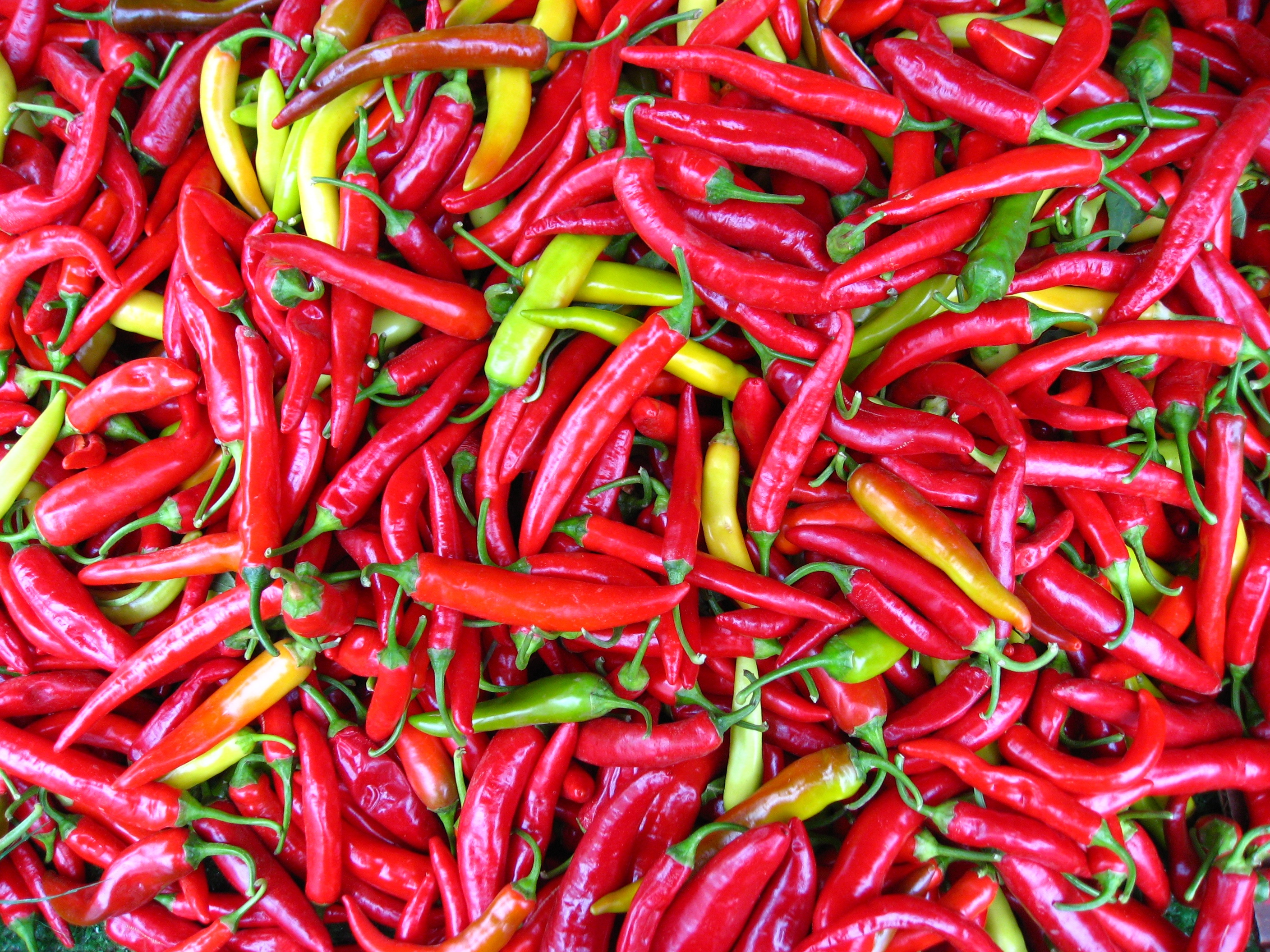
الفلفل الطازج هو المكون الرئيسي لـسامبل.

أكثر أنواع الفلفل شيوعًا المستخدمة في سامبل هي:
- أديوما (Adyuma)، المعروف أيضًا باسم هابانيرو (habanero): فلفل شديد الحرارة، لونه أصفر وشكله مربع.
- فلفل الكايين (Cayenne pepper): فلفل لامع، أحمر اللون، وطويل الشكل.
- مدام جانيت (Madame Jeanette): فلفل لونه أصفر – أخضر فاتح، طويل الشكل، وغير منتظم.
- فلفل عين الطائر (Bird's eye chili)، المعروف أيضًا باسم كابيه رويت (cabe rawit) باللغة الجاوية: فلفل شديد الحرارة، لونه أخضر – أحمر، وطويل الشكل بعرض حوالي 10 ملم وطول 50 ملم.
- الفلفل الحار المعروف باسم لومبوك (lombok) باللغة الجاوية: فلفل لاذع معتدل، لونه أخضر أو أحمر، وطويل الشكل. الفلفل الأخضر أقل حرارة من الأحمر.
- كابيه تاليوانغ (Cabe taliwang): فلفل أشد حرارة من فلفل عين الطائر، يشبه في درجة حرارته فلفل ناغا جولوكيا (naga jolokia)، ويُعتقد أن اسمه هو أصل تسمية جزيرة لومبوك، أو "جزيرة الفلفل".

## إندونيسيا

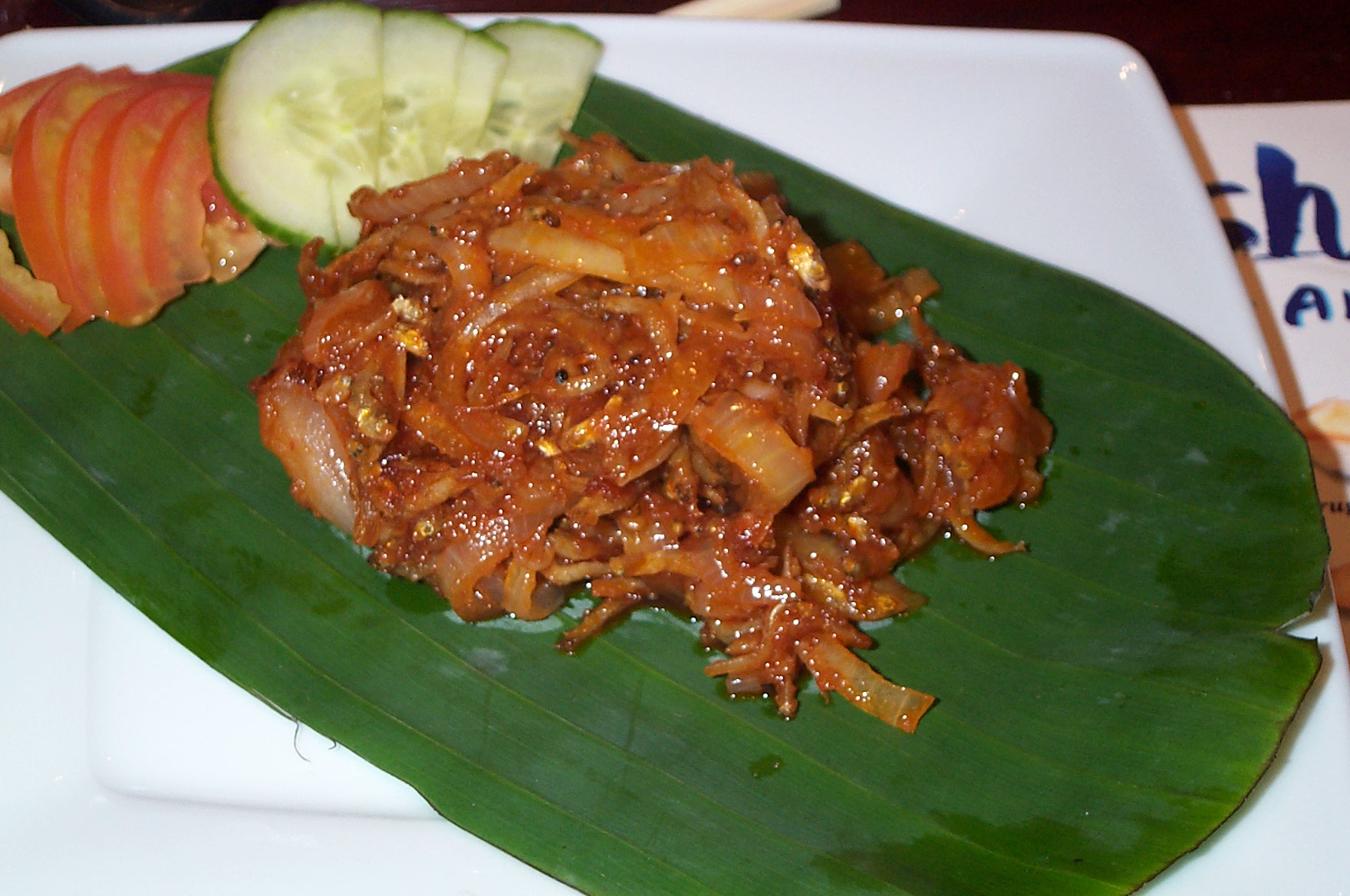
أنشوفة في سامبل

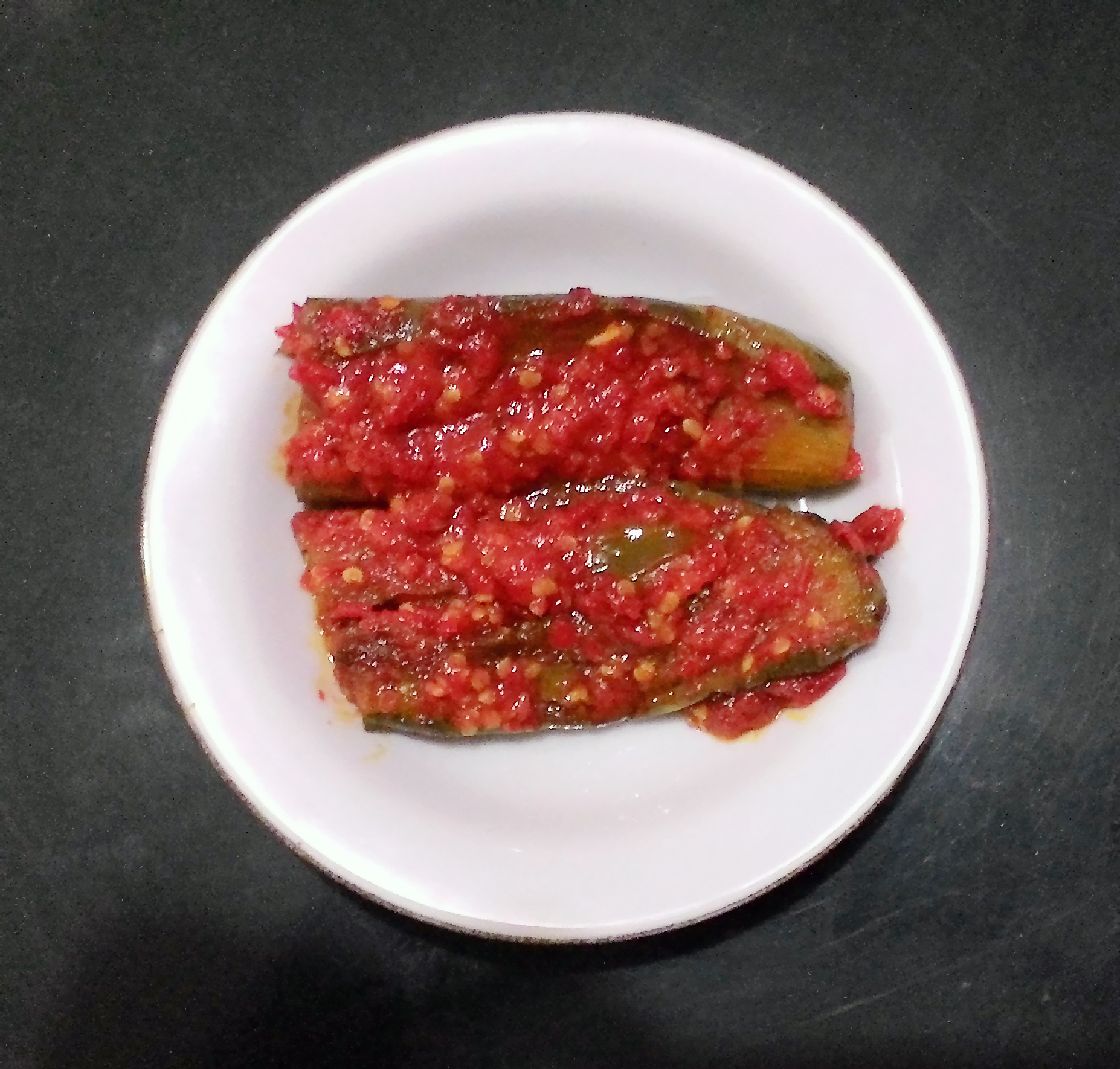
باذنجان في سامبل بالادو

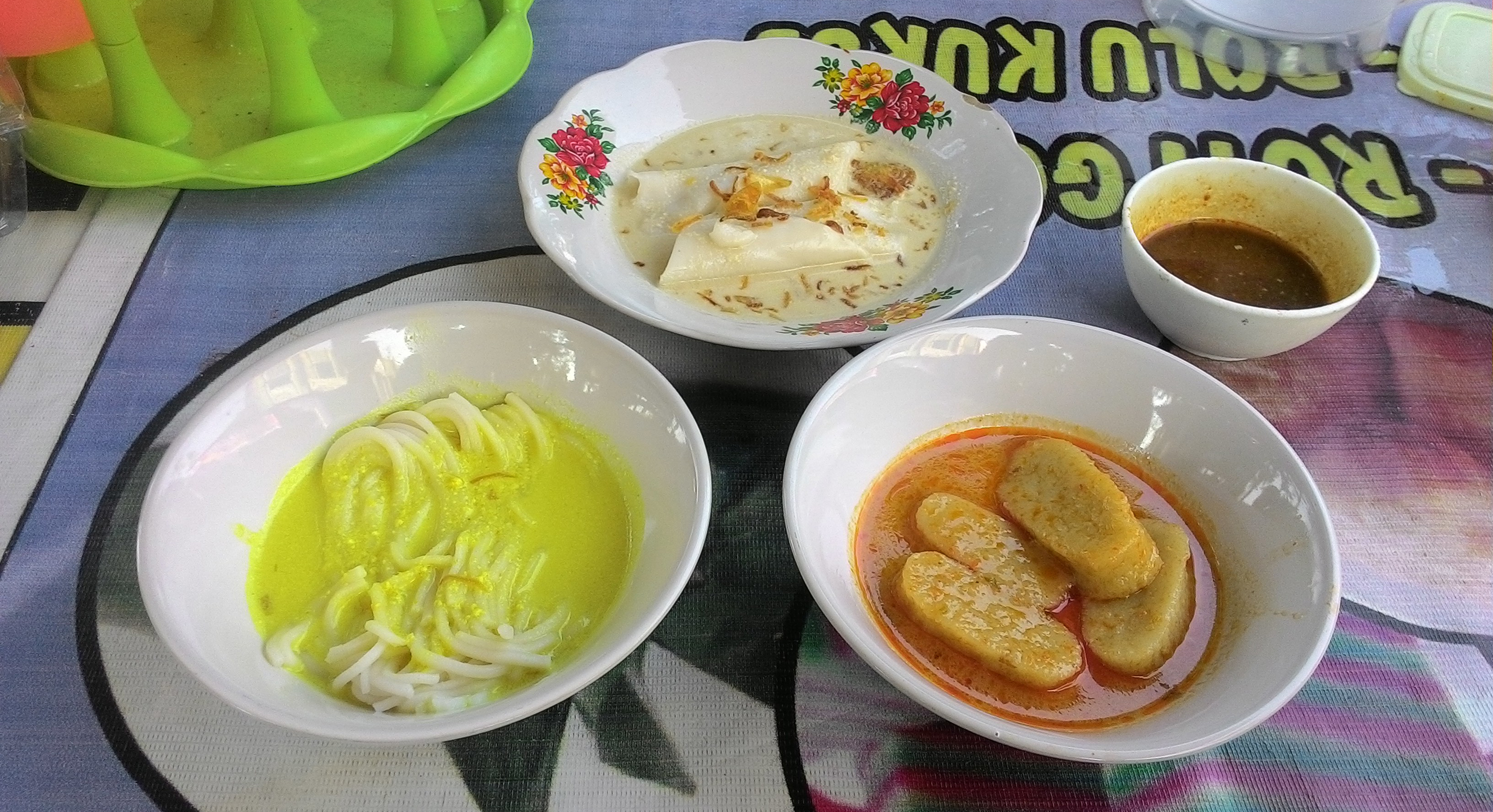
سامبل بواه (Sambal buah) من باليمبانغ (في الوعاء العلوي الأيمن) كتوابل لتتبيل لاكوسو (lakso)، بورغو (burgo)، ولاكسان (laksan).

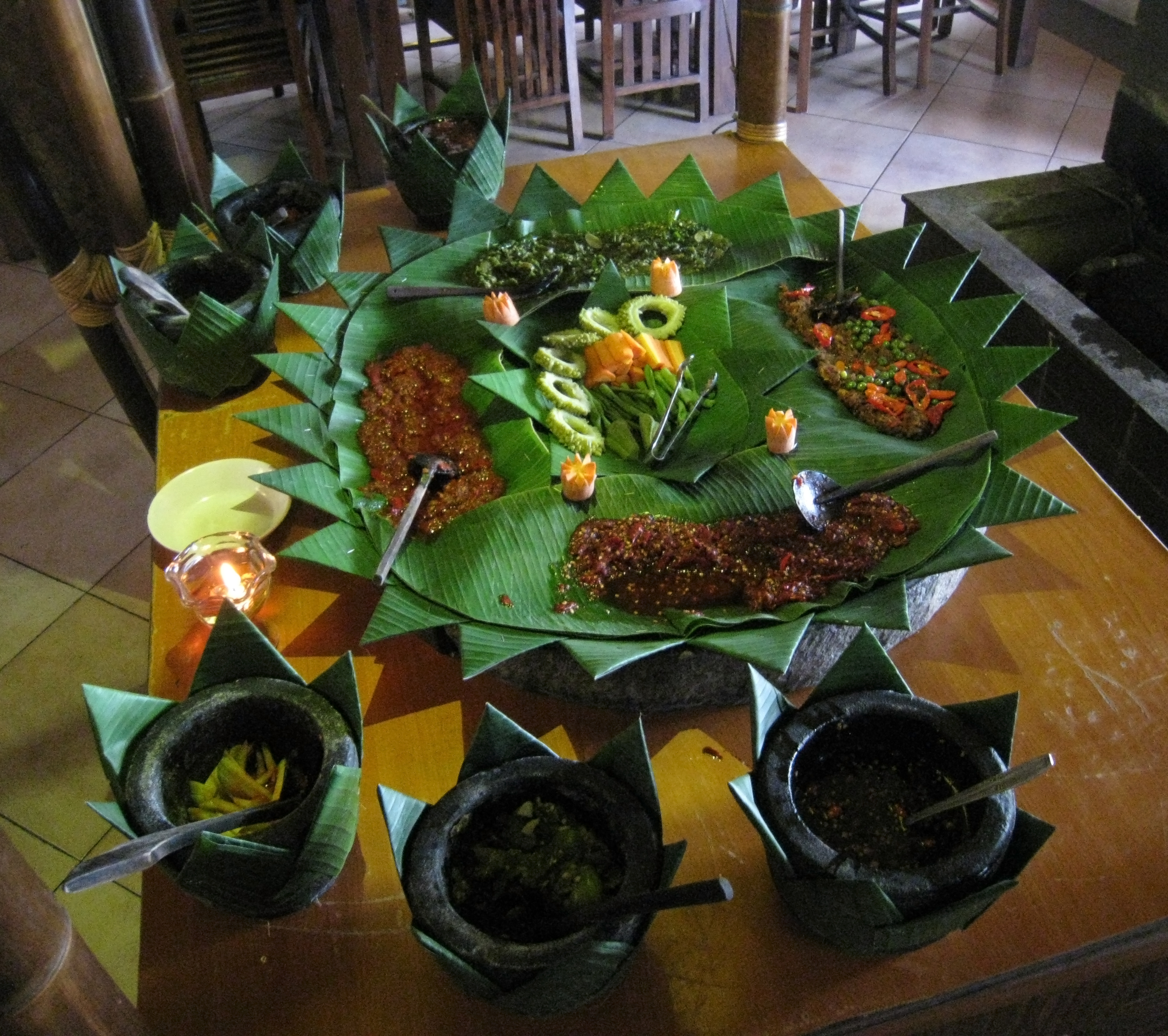
أنواع مختلفة من سامبل سيبوك (Sambal cibiuk)

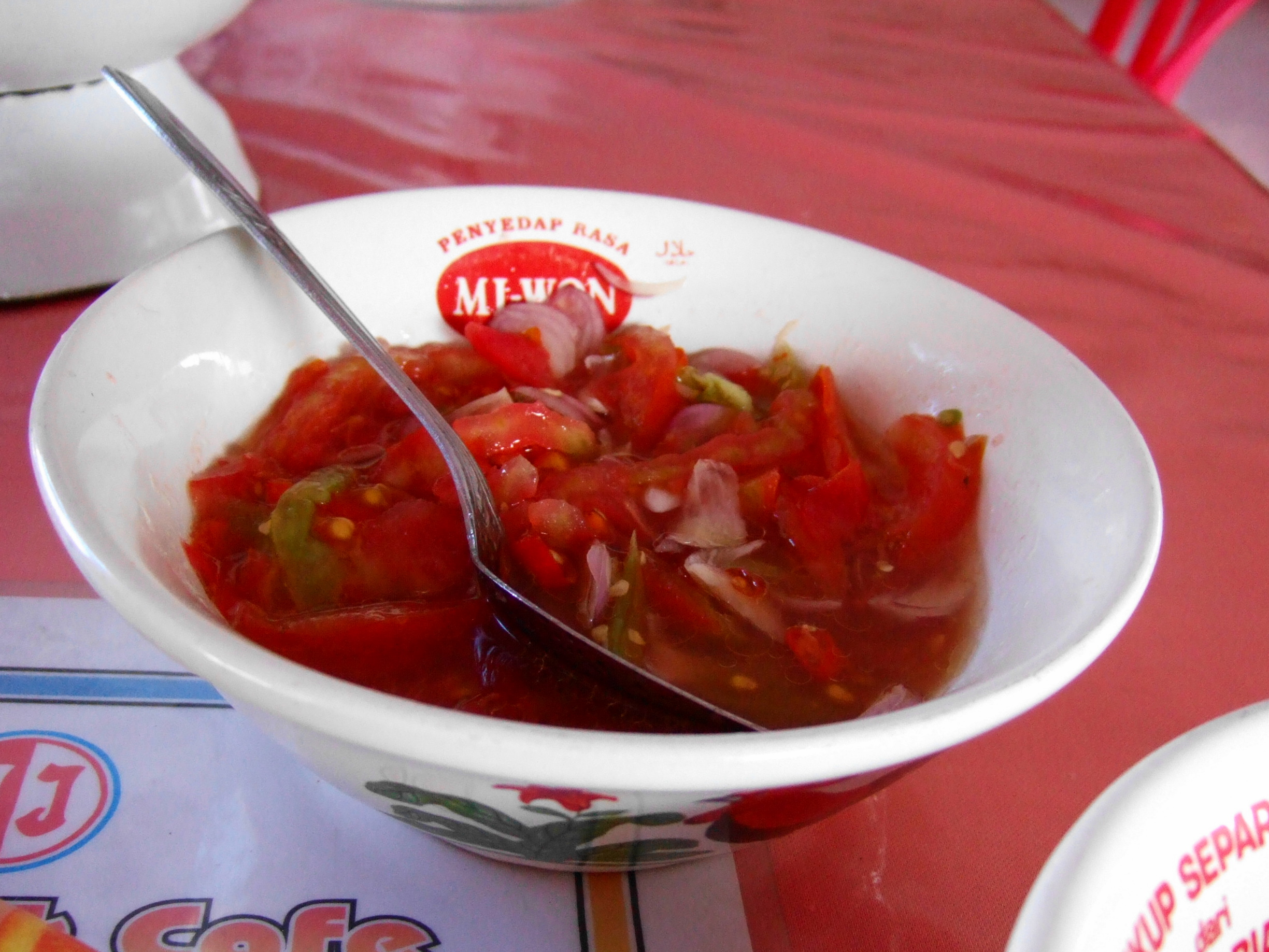
سامبل دابو-دابو (Sambal dabu-dabu)

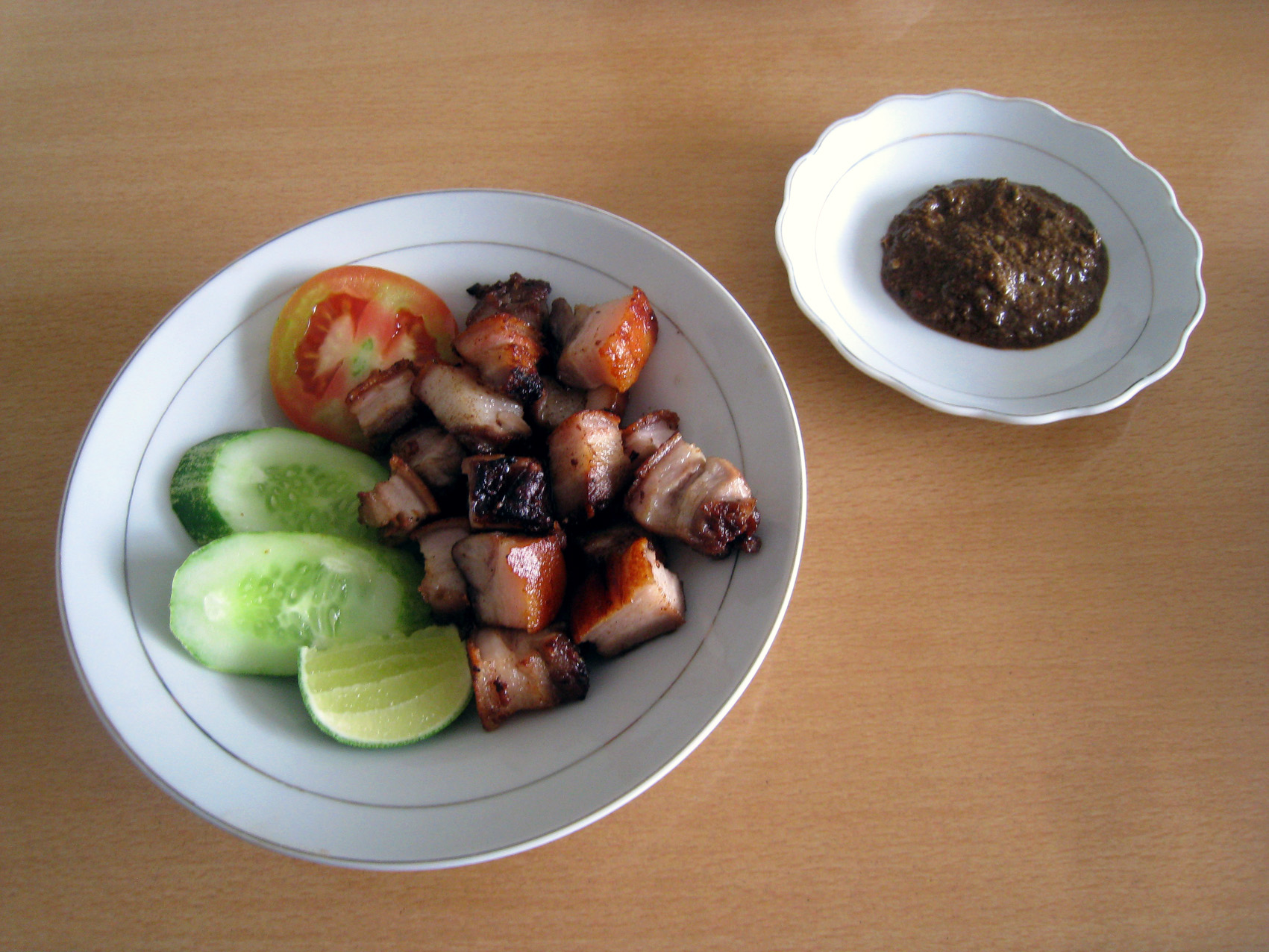
طبق باتاك بابي بانغغانغ (panggang) يُقدم مع سامبل غوتا كصلصة للغمس

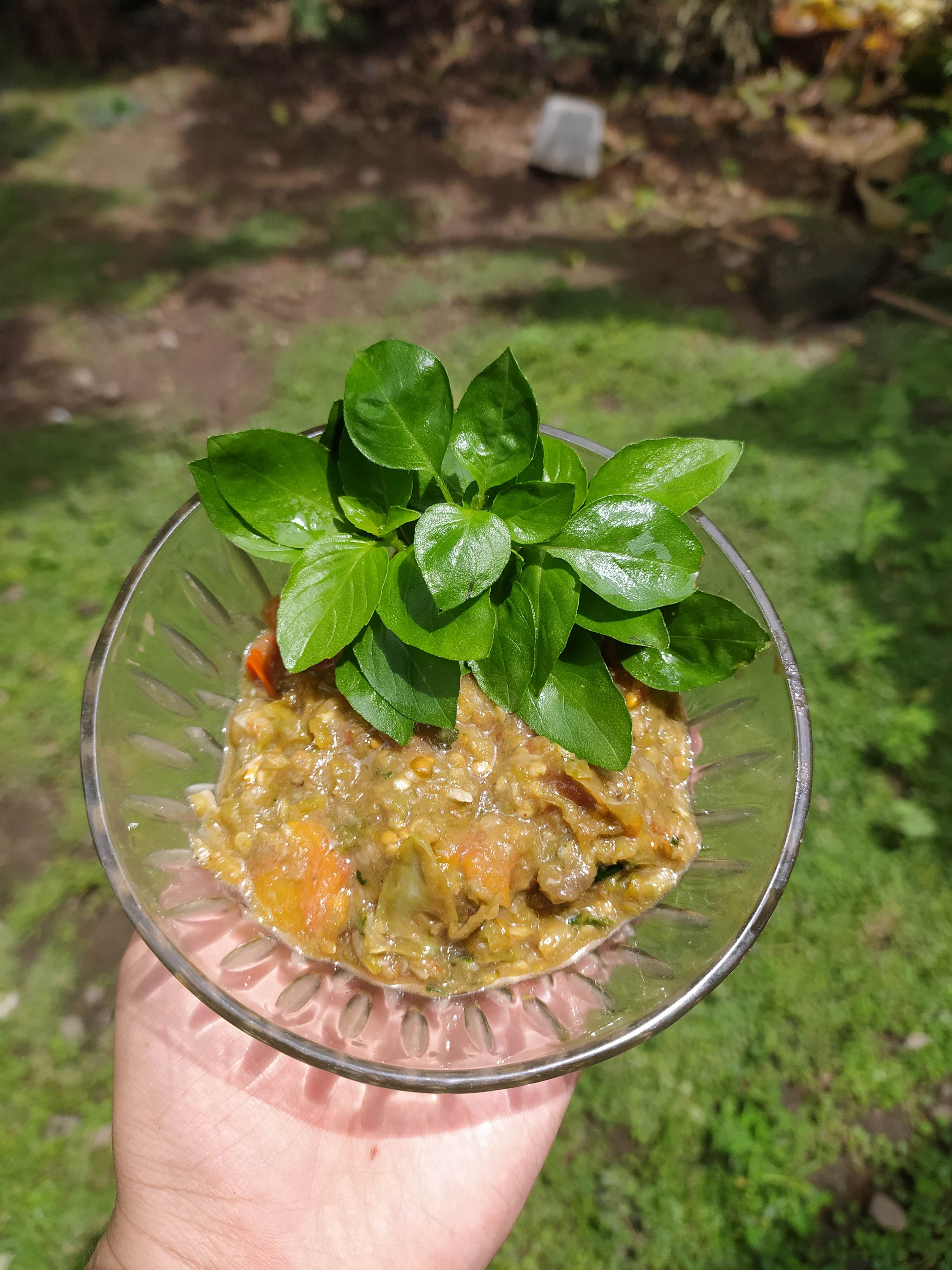
سامبل كيمانغي (Sambal kemangi)

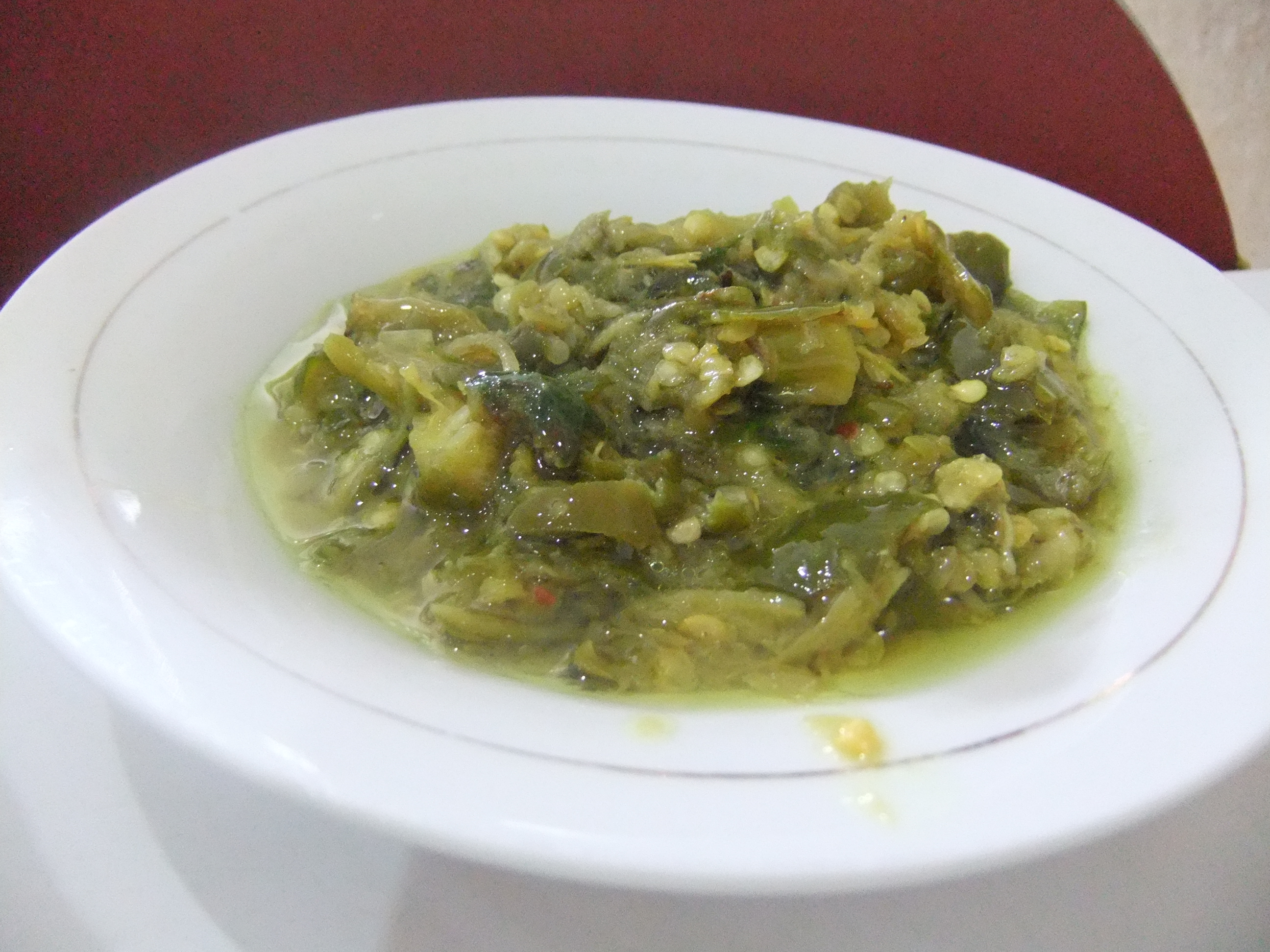
سامبل إيجو (Sambal ijo) من مينانغكابو

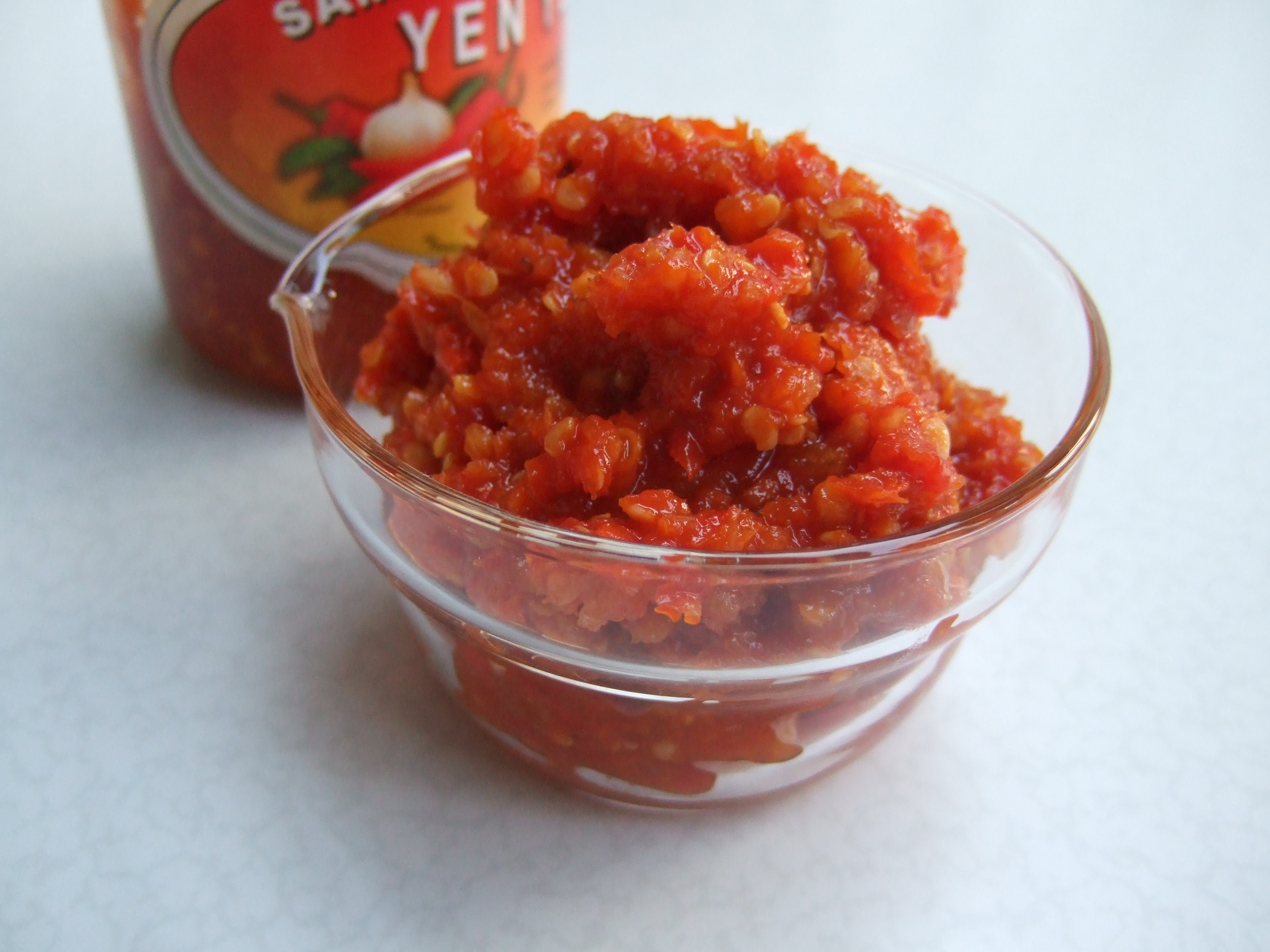
سامبل لامبونغ (Sambal lampung)

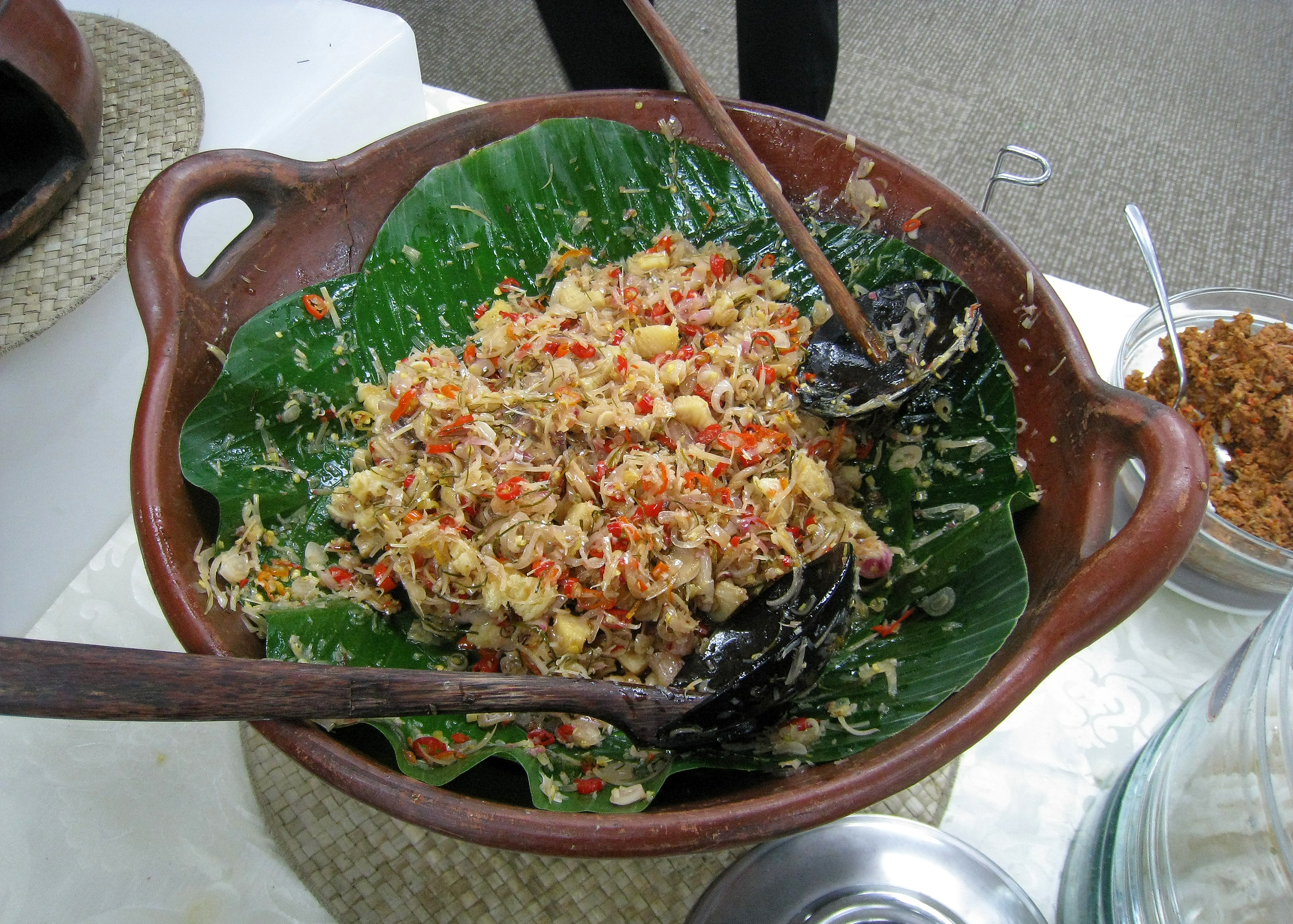
سامبل ماتاه (Sambal matah) من بالي

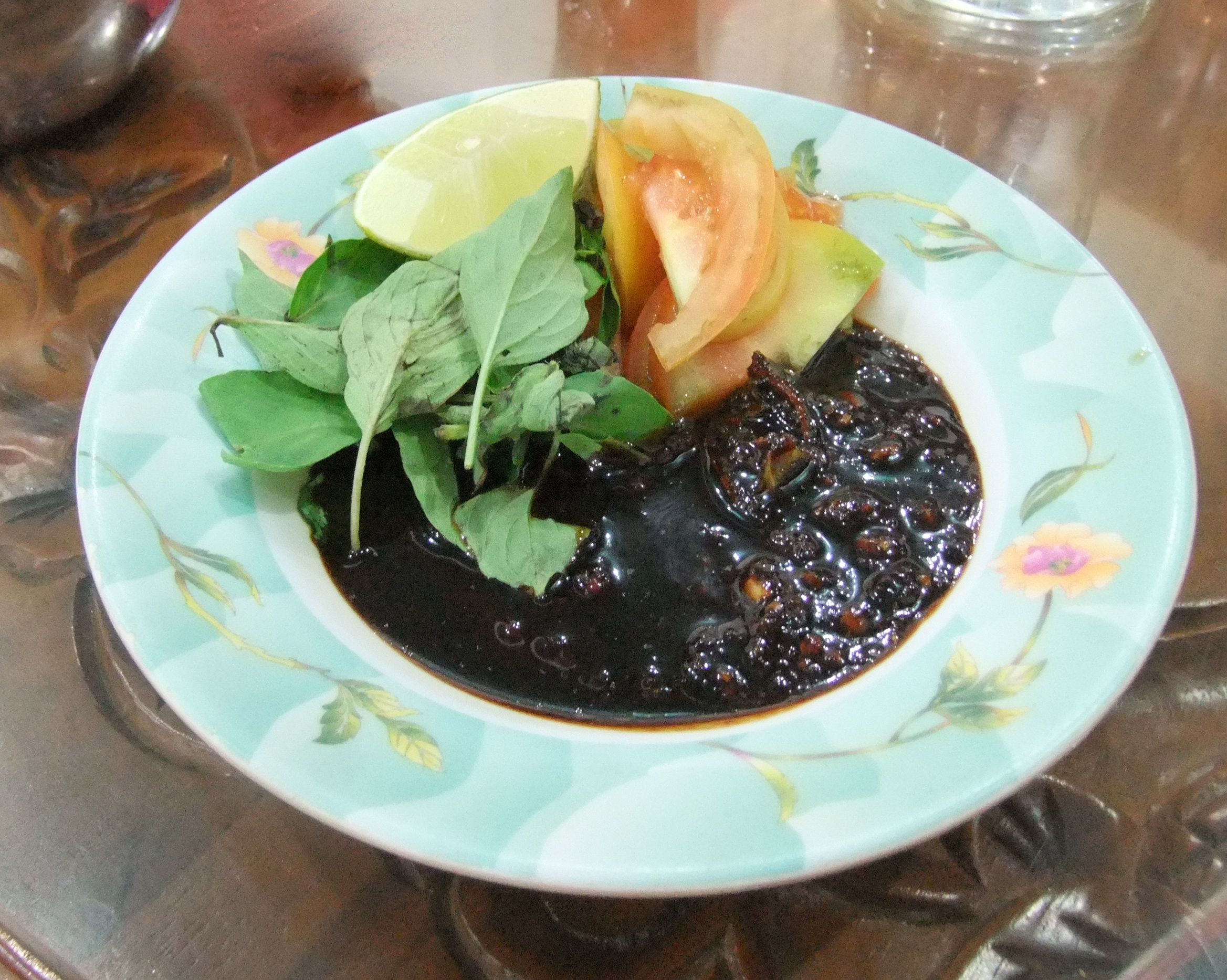
سامبل بيتيس (Sambal petis) من شرق جاوة

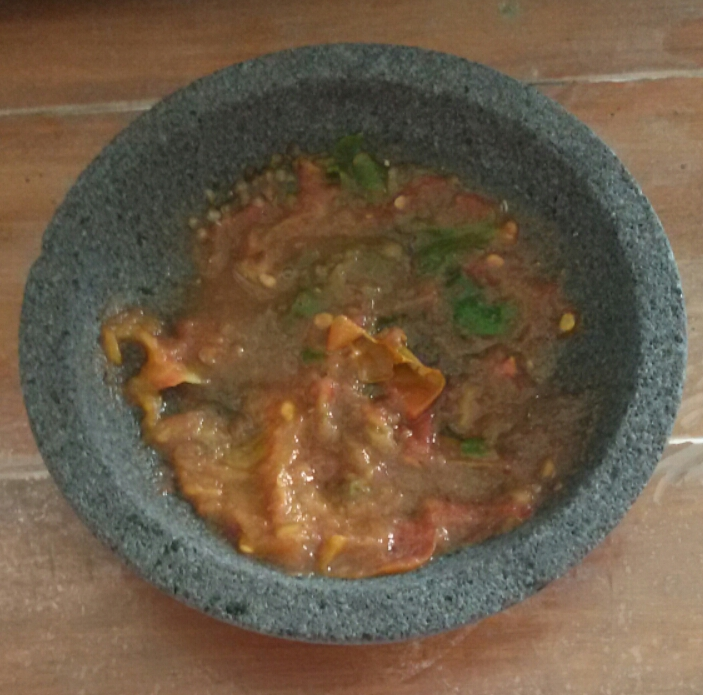
سامبل طماطم طازج مع فلفل واحد فقط من جاوة، إندونيسيا

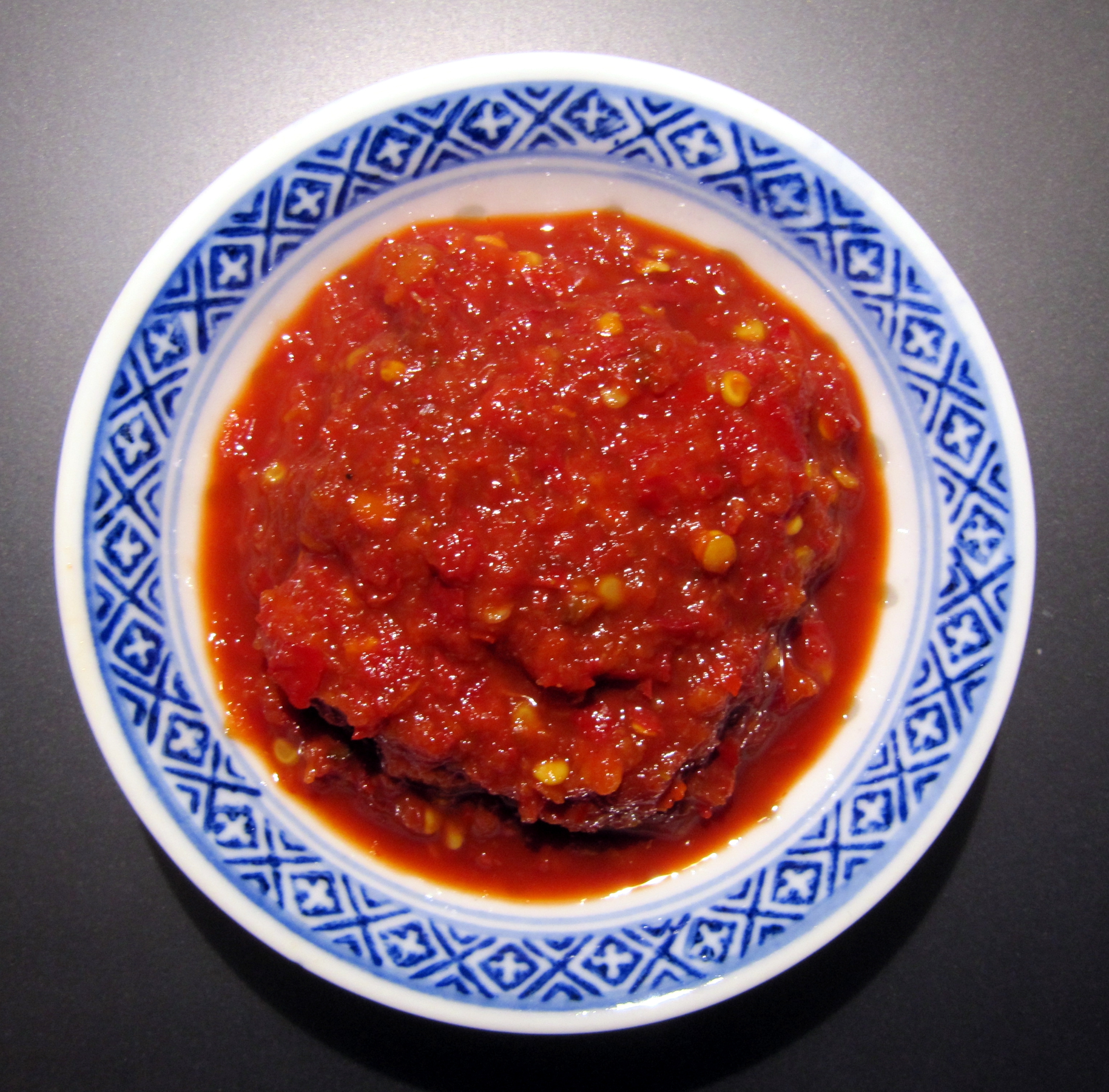
سامبل أوليك (Sambal oelek)

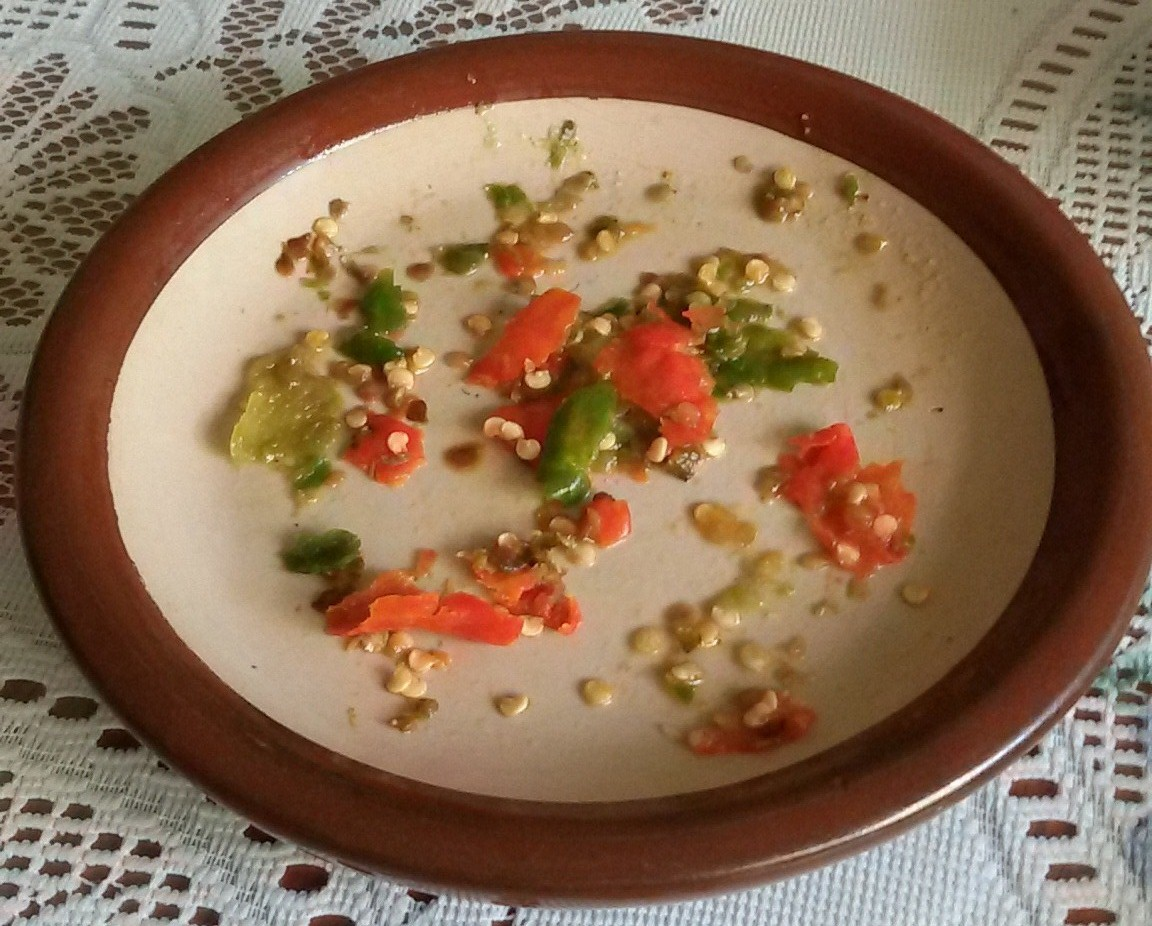
سامبل أوياه-لومبوك (uyah-lombok sambal) (حرفيًا: ملح-فلفل)

في أرخبيل إندونيسيا، هناك ما يصل إلى 212 إلى 300 نوع من سامبل. تتراوح درجة الحرارة من الخفيفة إلى الشديدة جدًا. تشمل بعض الأنواع:
سامبل أكان (Sambal acan)
سامبل الفواكه، وهو سامبل بيلاكان (معجون الجمبري) الممزوج بفواكه استوائية من كاليمانتان. يُعتبر طبقًا خاصًا بثقافة بانجار في كاليمانتان الجنوبية. تشمل الفواكه المحلية المقطعة المستخدمة في هذا سامبل المانجو الأخضر غير الناضج، بينجاي (المانجو الأبيض)، غانداريا، بيليمبينغ وولوه، ليماو كويت أو الليمون الرئيسي.
سامبل أنداليمان (Sambal andaliman)
سامبل مصنوع من فلفل أنداليمان، المعروف محليًا باسم ميريكا باتاك (فلفل باتاك). يُعتبر توقيعًا طهويًا لقبائل باتاك في شمال سومطرة.
سامبل أسام (Sambal asam)
يشبه سامبل تراسي مع إضافة مركز التمر الهندي. تعني كلمة "أسام" التمر الهندي أو الحموضة في اللغة الإندونيسية.
سامبل باجاك (Sambal bajak)
سامبل من بانتن. يتم قلي الفلفل الحار (أو أي نوع آخر من الفلفل الأحمر) مع الزيت، والبصل الأحمر، والثوم، تراسي، جوز الشموع، سكر النخيل وتوابل أخرى. هذا النوع أغمق وأغنى في النكهة من سامبل أسام.
سامبل بالادو (Sambal balado)
سامبل على الطريقة مينانغكابو. يتم خلط الفلفل الحار أو الفلفل الأخضر مع الثوم، والبصل الأحمر، والطماطم الحمراء أو الخضراء، والملح وعصير الليمون أو الليمون الحامض، ثم يتم قليه بالزيت. غالبًا ما يتم خلط سامبل بالادو المينانغ مع مكونات أخرى لإنشاء طبق، مثل البيض، الباذنجان، الجمبري أو الأنشوفة.
سامبل باونغ (Sambal bawang)
سامبل مصنوع من شرائح البصل الأحمر، الفلفل الحار، الثوم، معجون الجمبري وعصير الليمون.(ص.32)
سامبل بيبروك تيرونغ (Sambal beberuk terong)
نوع من سامبل من نوسا تينغارا الغربية، مصنوع من الفلفل الحار، الطماطم، البصل الأحمر، فاصولياء الهليون، وباذنجان البازلاء (pea eggplant).
سامبل بيليمبينغ أو سامبل بيليمبينغ وولوه (Sambal belimbing أو Sambal belimbing wuluh)
سامبل مصنوع من فاكهة بيليمبينغ وولوه (Averrhoa bilimbi) ذات الطعم الحامض، يمكن العثور عليه في بعض الأماكن في إندونيسيا، خاصة في جاوة ونوسا تينغارا الشرقية.
سامبل بنغكوang (Sambal bengkoang)
سامبل مصنوع من الجيكاما (bengkoang)، أو يمكن استبداله بجوز الماء، الفلفل الأحمر، الثوم، الريحان الآسيوي، معجون الجمبري وعصير الليمون.(ص.32)
سامبل براندال (Sambal berandal أو brandal)
سامبل مقلي مصنوع من جوز الكميري، الثوم والبصل. أحيانًا يتم إضافة التمر الهندي (asem) أو أوراق الليمون الكفيري (daun djeruk perut).
سامبل بونغكوت (Sambal bongkot)
سامبل خاص من بالي، يتميز بمزيج من النكهات الحلوة والحامضة والحارة، مصنوع من سيقان زهور بونغكوت أو كيكومبرانغ، البصل الأحمر، الفلفل الحار، معجون الجمبري المشوي، السكر، الملح وعصير الليمون.
سامبل بواه (Sambal buah)
(حرفيًا: سامبل الفواكه) طبق خاص من باليمبانغ، مصنوع من مزيج الفلفل الحار، معجون الجمبري، كيمانغ (نوع من المانجو) والأناناس.
سامبل سيبوك (Sambal cibiuk)
وصفة سامبل خاصة من قرية سيبوك، جاروت، غرب جاوة. يتكون من الفلفل الأخضر المفروم والمطحون، الطماطم الخضراء النيئة، البصل الأحمر، الخولنجان، الريحان الحامض، معجون الجمبري والملح.
سامبل كولو-كولو (Sambal colo-colo)
من أمبون، يتكون من الفلفل الحار، قطع الطماطم، البصل الأحمر والليمون، ويتميز بطعمه الحامض. يُناسب أطباق الشواء، خاصة الأسماك. بعض الاختلافات تضيف الزبدة أو الزيت النباتي إلى سامبل.
سامبل دابو-دابو (Sambal dabu-dabo)
دابو-دابو يشبه إلى حد كبير الصلصة المكسيكية (salsa)، وهو من أصل مانادو. يتكون من الطماطم المفرومة بشكل خشن، كالامانسي أو المعروف باسم "ليمون كوي" أو "جيروك كيستوري"، البصل الأحمر، الفلفل الحار المفروم، الفلفل الأحمر، الريحان، مع صب الزيت النباتي الساخن والملح.
سامبل دوريان أو سامبل تمبوكا (Sambal durian أو Sambal tempoyak)
مصنوع من الدوريان المخمر الذي يُسمى تمبوكا. تستغرق عملية التخمير من ثلاثة إلى خمسة أيام. يمكن خلط الفلفل الحار وتمبوكا مباشرة أو تقديمهما بشكل منفصل، لتلبية تفضيلات الأفراد في نسبة الفلفل إلى تمبوكا لتحديد درجة الحرارة. يتوفر هذا سامبل بنوعين: نيء ومطبوخ. في النوع المطبوخ، يتم قلي الفلفل الحار المطحون، البصل الأحمر والليمو اس مع الأنشوفة، تمبوكا وورق الكركم (للعطر). غالبًا ما يتم إضافة البيتاي (Parkia speciosa) وبراعم التابيوكا. يمكن العثور على هذا سامبل الحلو-الحامض-الحار في سومطرة وكاليمانتان (بورنيو الإندونيسية)، خاصة في باليمبانغ وبنجكولو، وكذلك في شبه الجزيرة الماليزية.
سامبل إيبي (Sambal ebi)
سامبل مصنوع من الجمبري المجفف (ebi)، يتكون من مزيج الجمبري المجفف، جوز الشموع، الخولنجان، الفلفل الأحمر، البصل الأحمر، الثوم، السكر البني والملح.(ص.33)
سامبل غامي (Sambal gami)
سامبل مصنوع من الفلفل الحار المطحون، معجون الجمبري، شرائح الطماطم، شرائح البصل، السكر، الملح والتوابل، مطبوخ مع عدة أنواع من المحار (cockles) على طبق خزفي. طبق خاص من مدينة بونتانغ الساحلية في كاليمانتان الشرقية.
سامبل غانداريا (Sambal gandaria)
سامبل طازج مصنوع من سامبل تراسي مع غانداريا (Bouea macrophylla) المبشورة، وهي نوع من الفواكه الاستوائية الأصلية في جنوب شرق آسيا.
سامبل غوانغ (Sambal goang)
سامبل سوندا (Sundanese) حار جدًا مرتبط بمدينة تاسيكمالايا (Tasikmalaya)، مصنوع من مزيج الفلفل الحار، الثوم، الملح وكنكور (Kaempferia galanga).
سامبل غورينغ (Sambal goreng)
تعني حرفيًا "سامبل مقلي". وهو مزيج من البصل الأحمر المقلي المقرمش، الفلفل الأحمر والأخضر، معجون الجمبري والملح، يتم قليه بسرعة في زيت جوز الهند. يمكن تحويله إلى طبق مختلف تمامًا بإضافة مكونات أخرى، مثل سامبل غورينغ آتي (ممزوج مع كبد مقطع) أو سامبل غورينغ أودانغ (مضاف إليه جمبري صغير).
سامبل غوتا (Sambal gota)
سامبل مصنوع من الدم، يتكون من أنداليمان (andaliman)، الفلفل الحار، الثوم وتوابل أخرى ممزوجة ومطهوة مع دم الخنزير أو أحيانًا دم الدجاج. طبق خاص من مطبخ باتاك (Batak cuisine)، شمال سومطرة.
سامبل جانغغوت (Sambal jenggot)
سامبل مع إضافة جوز الهند المبشور، يشبه أوراب (urap).
سامبل جانغكول (Sambal jengkol)
سامبل تراسي طازج ممزوج مع شرائح جانغكول (Archidendron pauciflorum) المقلية، وهي نوع من الفاصولياء الاستوائية ذات رائحة كريهة قليلاً موطنها جنوب شرق آسيا. يمكن العثور على سامبل جانغكول في مطبخ سوندا وسيريبون.
سامبل كالاسان (Sambal kalasan)
يُطلق عليه أحيانًا اسم سامبل جاوة (sambal jawa)، وهو سامبل جاوي (Javanese) مقلي يشبه سامبل توميس (sambal tumis). يستخدم كمية من سكر النخيل (gula jawa) مما يعطيه لونه البني الداكن، الطماطم، التوابل والفلفل الحار. النكهة العامة حلوة، مع لمسات خفيفة من التوابل والفلفل الحار.
سامبل كاتشانغ (Sambal kacang)
مزيج من الفلفل الحار مع الثوم، البصل الأحمر، السكر، الملح، الفول السوداني المقلي المطحون والماء. عادةً ما يُستخدم كتوابل لـناسي أودوك (nasi uduk)، كيتان (ketan)، أو أوتاك-أوتاك (otak-otak). النسخة البسيطة تستخدم فقط فلفل كابيه رويت (cabe rawit)، الفول السوداني المقلي المطحون والماء.
سامبل كانداس سيراي (Sambal kandas serai)
سامبل نموذجي لقبيلة داياك (Dayak) في كاليمانتان الوسطى (Central Kalimantan)، مصنوع من الفلفل الحار، الليمونграاس والسمك المبشور.
سامبل كيكاب (Sambal kecap)
سامبل يتكون من كيكاب مانيس (kecap manis) الإندونيسي (صلصة الصويا الحلوة)، الفلفل الأحمر، قطع الطماطم، البصل الأحمر والليمون، يتميز بطعمه الحلو والحار وعادةً ما يُستخدم لأطباق الشواء.
سامبل كيكومبرانغ (Sambal kecombrang)
سامبل مصنوع من زهور كيكومبرانغ (Etlingera elatior)، ممزوج مع الفلفل الأحمر، البصل الأحمر، الثوم، الملح وأوراق الليمون.
سامبل كيمانغي (Sambal kemangi)
سامبل مصنوع من مزيج أوراق كيمانغي (Lemon basil) العطرية.
سامبل كيميري (Sambal kemiri)
يشبه سامبل تراسي مع إضافة جوز الشموع (candlenut).
سامبل كيناري (Sambal kenari)
سامبل مصنوع من مزيج كيناري (Canarium ovatum)، وهو طبق خاص بجزر مالوكو.(ص.8)
سامبل لادو مودو أو سامبل إيجو (Sambal lado mudo أو Sambal ijo)
تعني حرفيًا "سامبل أخضر" باللغة المينانغكاباوية (Minangkabau). يُعرف أيضًا باسم سامبل هيجو أو سامبل إيجو، وهو سامبل أخضر. سامبل لادو مودو، طبق خاص من غرب سومطرة، يستخدم الفلفل الأخضر، يتم قليه مع الجمبري المجفف، البصل الأحمر، الثوم والتوابل. وهو أقل حرارة من سامبل العادي، ويتميز بنكهة منعشة تتناسب مع غنى أطباق سومطرة.
سامبل لادو أووك (Sambal lado uwok)
سامبل مصنوع من الفلفل الحار المطهو على البخار، الثوم، البصل الأحمر، الطماطم وممزوج مع الأنشوفة المقلية.
سامبل لامبونغ (Sambal lampung)
نوع شائع من سامبل الفلفل الحار قليل الحلاوة مع الثوم والطماطم، من أصل لامبونغ (Lampung) في سومطرة.
سامبل ليونكا (Sambal leunca)
سامبل سوندا (Sundanese)، يتميز بشعبية كبيرة في غرب جاوة، مصنوع من مزيج الفلفل الأحمر، فلفل عين الطائر، البصل الأحمر، معجون الجمبري وتوت ليونكا (Solanum nigrum).
سامبل لوات (Sambal luat)
سامبل مصنوع من مزيج الفلفل الأحمر، معجون الجمبري (terasi)، عصير الليمون الرئيسي، البصل الأحمر، البصل الأخضر، الكزبرة، الطماطم والملح. طبق خاص بمقاطعة نوسا تينغارا الشرقية (East Nusa Tenggara). عادةً ما يُستهلك كتوابل مرافقة للسيي (Se'i) لحم الخنزير أو لحم البقر المدخن.
سامبل مانداي (Sambal mandai)
سامبل مصنوع من مزيج الجلد الداخلي المخمر لثمرة سيمبيداك (cempedak) (Artocarpus integer)، طبق خاص بكاليمانتان الشرقية (East Kalimantan).
سامبل ماتاه (Sambal matah)
سامبل نيء مصنوع من البصل الأحمر والليمونграاس، من أصل بالي. يحتوي على كمية كبيرة من البصل الأحمر المفروم ناعمًا، فلفل عين الطائر المفروم، الليمونграاس، زيت الطهي مع قليل من عصير الليمون.
سامبل باريه (Sambal pare)
سامبل مصنوع من القرع المر. يتم قلي الفلفل الحار المطحون والبصل الأحمر مع القرع المر المفروم ناعمًا لتقليل المرارة.
سامبل بيكاك (Sambal pecak)
يُقدم سامبل بيكاك كتوابل للأسماك أو الدجاج المقلي. النسخة البيتاوية (Betawi) تكون أكثر سيولة وتستخدم الزنجبيل في السامبل.
سامبل بيتاي (Sambal petai)
مزيج من الفلفل الأحمر، الثوم، البصل الأحمر، والبيتاي (petai) (نوع من الفاصولياء الخضراء ذات الرائحة القوية) كمكونات رئيسية.
سامبل بيتيس (Sambal petis)
سامبل من شرق جاوة يستخدم الفلفل الحار، البيتيس (petis) (نوع من معجون الجمبري)، الفول السوداني، الموز الأخضر، الأعشاب والتوابل.
سامبل بنسيت أو سامبل مانغا مودا (Sambal pencit أو Sambal mangga muda)
سامبل مصنوع من المانجو الأخضر(ص.32) من وسط جاوة. يتم تحضيره من سامبل تراسي الطازج مع المانجو الأخضر غير الناضج المبشور. يُعتبر هذا الطبق مرافقًا جيدًا للمأكولات البحرية. تعني كلمة "بنسيت" المانجو الأخضر في اللغة الإندونيسية.
سامبل بليسينغ (Sambal plecing)
ينشأ من جزيرة لومبوك، ويتكون من نوع الفلفل الحار الخاص بلومبوك ومعجون الجمبري لينغكاري (lengkare)، الطماطم، الملح وعصير الليمون.
سامبل رامباي (Sambal rampai)
سامبل من لامبونغ مصنوع من الفلفل الحار وطماطم رامباي (Solanum pimpinellifolium).
سامبل ريكا ريكا (Sambal rica rica)
سامبل حار من منطقة مانادو، يستخدم الزنجبيل، الفلفل الحار، الليمون والتوابل. يُناسب لحوم الشواء والدجاج.
سامبل روآ (Sambal roa)
سامبل مصنوع من سمك روآ (halfbeak) المدخن والحار من منطقة مانادو، شمال سولاويزي.
سامبل روجاك (Sambal rujak)
صلصة روجاك الحارة، مصنوعة من سكر النخيل، التمر الهندي، الفلفل الحار ومعجون الجمبري.
سامبل سيرويت (Sambal seruit)
سامبل من لامبونغ، مصنوع من السمك، تمبوكا (tempoyak)، الفلفل الحار، معجون الجمبري وعصير نخيل الأرين.
سامبل سيتان (Sambal setan)
سامبل حار جدًا مصنوع من فلفل مدام جانيت (أحمر مائل للبني، حاد جدًا). الاسم يعني حرفيًا "صلصة الشيطان". وهو مشهور في سورابايا.
سامبل تاليوانغ (Sambal taliwang)
هذا النوع أصلي لقرية تاليوانغ بالقرب من ماتارام (Mataram) في جزيرة لومبوك، ويُصنع من فلفل ناغا جولوكيا (naga jolokia) الذي يُزرع خصيصًا في لومبوك، الثوم ومعجون الجمبري من لومبوك. يتم استخراج كيلوغرام من فلفل ناغا جولوكيا، ثم طحنه وعصره. يُخلط هذا مع الثوم المطحون ومعجون الجمبري، ثم يُطهى مع زيت نباتي.
سامبل تابيه (Sambal tape أو tapai)
نوع من سامبل من تيغال (Tegal) في وسط جاوة، يتكون من الفلفل الحار، الملح وإضافة الكسافا المخمرة الحامضة التي تُسمى تابيه (tapai). عادةً ما يُقدم لتتبيل كروبوك (krupuk) أو الخضروات.
سامبل تاوكو (Sambal tauco)
سامبل من سولاويزي، يحتوي على التاوكو (tauco) الصيني، عصير الليمون، الفلفل الحار، السكر البني والملح.
سامبل تراسي (Sambal terasi)
نوع شائع من سامبل الإندونيسي بنكهة مميزة من معجون الجمبري. يشبه بيلاكان (belacan) الماليزي، لكن بنكهة أقوى، حيث أن تراسي (terasi) أكثر حموضة وتخميرًا. يتكون من الفلفل الأحمر والأخضر، تراسي، السكر، الملح، عصير الليمون أو الليمون الحامض (حامض وقوي). أحد الإصدارات يتجاهل عصير الليمون ويتم قلي السامبل مع الطماطم المهروسة. يُستهلك عادةً نيئًا. تهجئة بديلة في هولندا: "trassi" أو "trassie".
سامبل تيري لادو (Sambal teri lado)
طبق خاص من بادانغ (Padang)، يُصنع السامبل باستخدام الفلفل الحار، الطماطم، البصل الأحمر، التوابل، وممزوج مع الأنشوفة المملحة (ikan teri). يتم قلي السامبل ويشبه سامبل إيكان (sambal ikan) الماليزي.
سامبل تيرونغ أسام (Sambal terung asam)
سامبل حامض وحار مصنوع من تيرونغ داياك (Solanum ferox)، طبق خاص من كاليمانتان (بورنيو الإندونيسية).
سامبل تومات (Sambal tomat)
يشبه سامبل توميس (sambal tumis) لكن مع إضافة الطماطم المطحونة والسكر. يمكن تقديمه كـسامبل طازج أو مقلي. يتم قلي الطماطم مع المكونات الأخرى حتى يصبح القوام شبيهًا بالمعجون. الطعم العام حار وحلو، وهو مزيج جيد مع لالابان (lalapan). بالنسبة للأطفال الصغار جدًا، قد يستخدم سامبل تومات كمية قليلة جدًا من الفلفل الحار أو لا يستخدمه على الإطلاق؛ حيث يُعتبر أحد الخطوات الأولى لتقديم الأطفال إلى طعم السامبل الإندونيسي.
سامبل توك-توك (Sambal tuktuk)
توابل حارة وحارة تقليدية تُقدم عادة في مطبخ باتاك (Batak cuisine) لشعب باتاك (Batak) الأصليين في منطقة تابانولي (Tapanuli)، شمال سومطرة، إندونيسيا. المكونات المستخدمة في صنع سامبل توك-توك تشبه مكونات صلصة الفلفل الأخرى، ولكنها تتميز باستخدام أنداليمان (Sichuan pepper). غالبًا ما يُقدم كـتوك-توك أسو-أسو (tuktuk aso-aso)، حيث يتم خلطه مع السمك المجفف المسمى أسو-أسو (وهو نوع من الماكريل المجفف والمحفوظ)، ولكن أحيانًا يتم استبدال سمك أسو-أسو بالأنشوفة الطازجة.
سامبل توميس (Sambal tumis)
فلفل حار مقلي مع معجون الجمبري بيلاكان (belacan)، البصل، الثوم وعصير التمر الهندي. تعني كلمة "توميس" (tumis) "القلي السريع". غالبًا ما يتم إعادة خلط زيت الطهي مع السامبل. يمكن خلطه مع مكونات أخرى لإنتاج أطباق مثل سامبل كانغكونغ (sambal kangkong)، سامبل كومي (sambal cumi) (الحبار) وسامبل تيلور (sambal telur) (البيض).
سامبل تومبانغ (Sambal tumpang)
سامبل جاوي مصنوع من مزيج الفلفل الحار، التوابل الأخرى وتمبيه (tempeh) قديم وذو رائحة قوية (semangit).
سامبل أودانغ باونغ (Sambal udang bawang)
سامبل خاص من سورابايا (Surabaya). يُعتبر أحد أنواع السامبل الإندونيسي الفائق الحرارة. يستخدم مكونات بسيطة مثل الفلفل الحار، البصل الأحمر، الثوم، التمر الهندي (asam jawa) وزيت جوز الهند. غالبًا ما يطلق عليه سكان سورابايا اسم "نيا لوك سامبل" (Njaluk Sambal)، حيث يتناولونه مع الأرز الأبيض المطهو على البخار.
سامبل أوليك (Sambal ulek أو oelek)
معجون فلفل حار نيء (أحمر فاتح، رقيق وذو طعم لاذع). يمكن استخدامه كقاعدة لصنع أنواع أخرى من السامبل أو كمكون لأطباق أخرى. تتطلب بعض أنواع هذا النوع إضافة الملح أو الليمون إلى الخليط الأحمر. "أوليك" (oelek) هو التهجئة الإندونيسية القديمة (قبل عام 1947) بناءً على الهجاء الهولندي، والتي أصبحت الآن "أوليك" (ulek). النطق لم يتغير وهو متوافق مع النطق الماليزي. تستخدم بعض الشركات التهجئة القديمة بسبب ارتباطها بفترة الهند الشرقية الهولندية وثقافة الإندو (Indo). "كوبيك" (cobek) هو نوع خاص من الفخار الإندونيسي المشتق من أدوات المطبخ الحجرية الشائعة في القرى، والتي لا تزال منتشرة في المطابخ، خاصة في جاوة. "كوبيك" هو هاون على شكل هجين بين طبق العشاء وطبق الحساء، مع مدقة مصنوعة من جذر الخيزران أو الحجر (ulek أو ulekan) تُستخدم بطريقة "أوليك": حركة سحق ولف (مثل استخدام مفك البراغي) لسحق أوراق الليمون، الفلفل الحار، البصل الأحمر، الفول السوداني وأنواع أخرى من المكونات.
سامبل ستروبيري (Sambal stroberi)
سامبل مصنوع من الفراولة، نشأ في باندونغ (Bandung)، غرب جاوة. عادةً ما يُقدم مع شرائح السمك المقلية.
سامبل أوياه-لومبوك (Sambal uyah-lombok)
نوع من السامبل المصنوع فقط من الفلفل الحار النيء والملح. بسيط جدًا وسهل التحضير، وعادةً ما يُقدم مع الأرز المطهو على البخار والأطعمة المقلية مثل الدجاج المقلي.

## ماليزيا

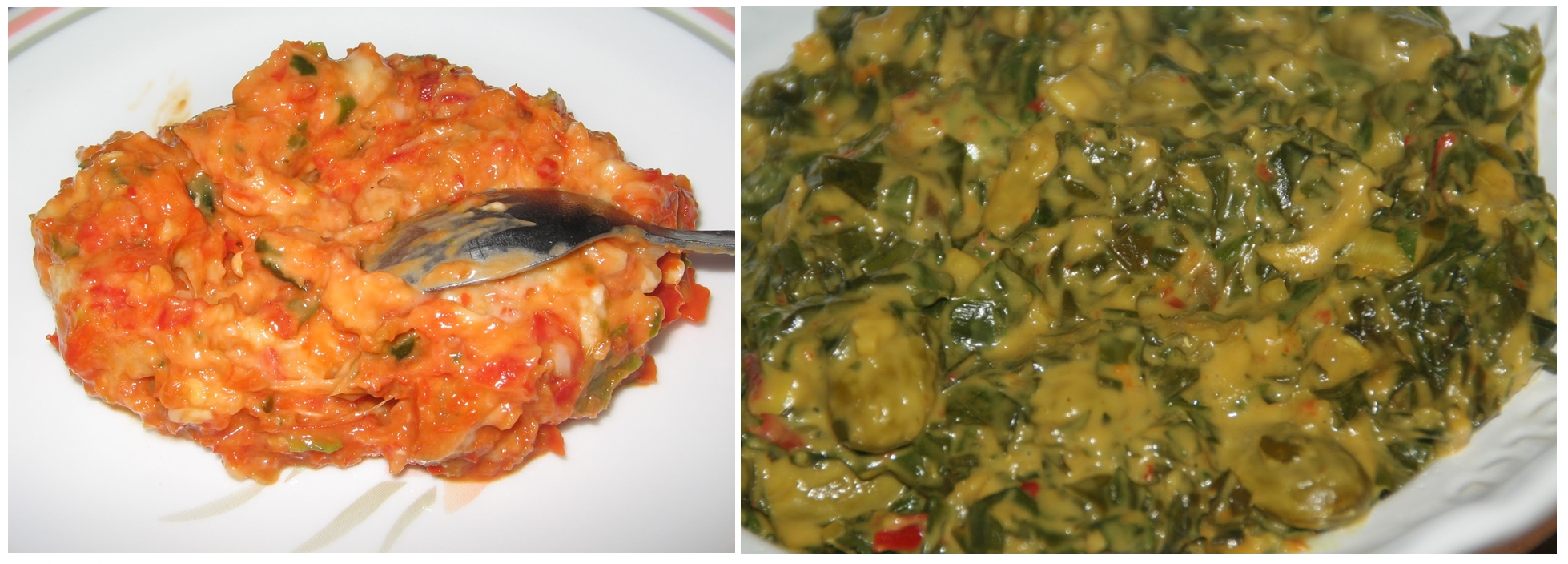
سامبل تمبوكا نيء على اليسار والمطبوخ على اليمين

سامبل بيلاكان (Sambal belacan)
سامبل على الطريقة الماليزية. يتم هرس الفلفل الحار الطازج مع معجون الجمبري المحمص (belacan) في هاون حجري، ثم يُضاف السكر وعصير الليمون. تقليديًا، يتم استخدام ليمون كيستوري (Limau kesturi) أو كالاموندين (Calamondin)، ولكن يمكن استبداله بالليمون خارج جنوب شرق آسيا. الطماطم مكونات اختيارية. أحيانًا، يتم استخدام المانجو الحلوة والحامضة أو الفواكه المحلية المماثلة. يمكن تناوله مع الخيار أو أولام (أعشاب ورقية) في وجبة تتكون من الأرز وأطباق أخرى. النسخة الماليزية-الصينية تقوم بقلي بيلاكان مع الفلفل الحار.
سامبل جيروك (Sambal jeruk)
فلفل أخضر أو أحمر مع الليمون الكفيري. في ماليزيا، يُسمى "سيلي جيروك" (cili jeruk) (فلفل مخلل). أحيانًا يتم استبدال الليمون بالخل والسكر. يُستخدم كتوابل مع الأرز المقلي والأطباق المعتمدة على النودلز.
سامبل تمبوكا (Sambal tempoyak)
يوجد هذا السامبل بنوعين: نيء ومطبوخ. يتم تحضير سامبل تمبوكا النيء من الفلفل الحار الطازج المطحون مع الأنشوفة المجففة ويُقدم مع الدوريان المخمر (tempoyak). يمكن خلط السامبل وتمبوكا مباشرة أو تقديمهما بشكل منفصل، بحيث يمكن للشخص الذي يتناول الطعام تحديد نسبة السامبل إلى تمبوكا التي يريدها (تمبوكا له طعم حلو وحامض يعادل حرارة الفلفل). في النوع المطبوخ، يتم قلي الفلفل الحار المطحون، البصل الأحمر، والليمونجراس مع الأنشوفة، تمبوكا وورق الكركم (للعطر). يُوجد عادة في بهانغ (Pahang) وبيراك (Perak) في شبه جزيرة ماليزيا، ويمكن العثور عليه أيضًا في سومطرة. غالبًا ما يتم إضافة البيتاي (Parkia speciosa) وبراعم التابيوكا.
سامبل كيكاب (Sambal Kicap)
مصنوع من مزيج صلصة الصويا الحلوة، البصل الأحمر، الثوم، فلفل عين الطائر (bird's eye chili) لأي أطباق مقلية، خاصة الموز المقلي، التمبيه (tempeh) المقلي، أو كتوابل سوتو (soto) وحساء الأرز الشعيرية (bihun).
سامبل غورينغ (Sambal Goreng)
أطباق تتكون من التمبيه، الأنشوفة، الفول السوداني المقلي مع السامبل حتى يجف.
سامبل كاتشانغ (Sambal Kacang)
توابل للساتيه (satay).
سامبل حلو (Sweet Sambal)
هذا سامبل مصنوع من الفلفل الحار المجفف، الفلفل الحار الطازج، بيلاكان (belacan) وجولا ملاكا (gula Melaka) (سكر النخيل) كمكونات رئيسية. يُقدم السامبل الحلو تقليديًا مع ناسي ليماك (nasi lemak) وأيضًا مع أطباق جانبية مثل الأنشوفة المقرمشة، الفول السوداني المحمص، البيض المسلوق والخيار.

## سريلانكا

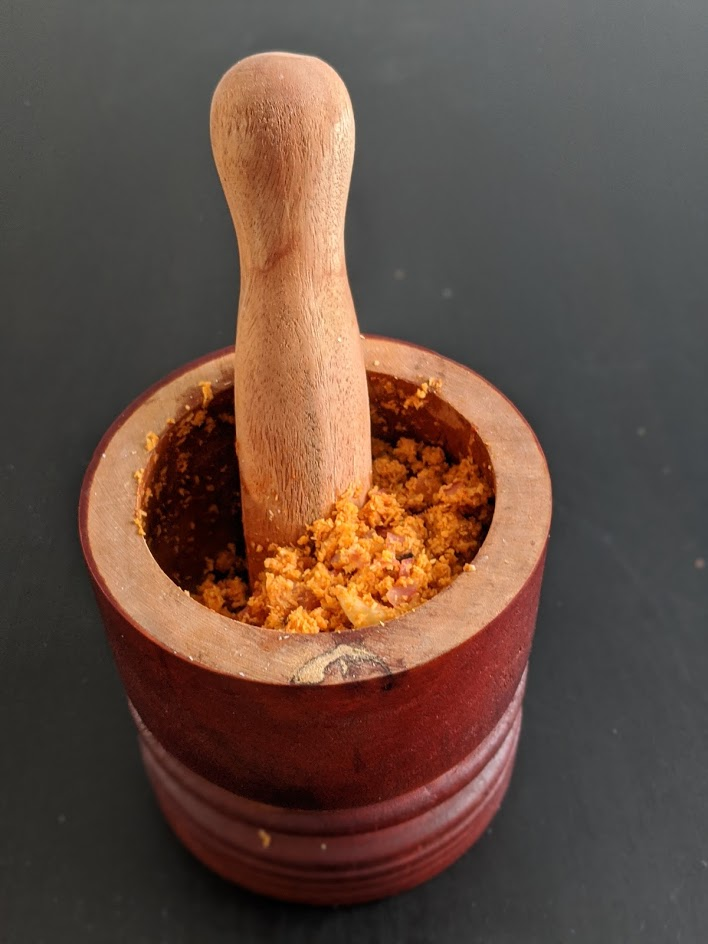
بول سامبول (Pol sambol) في هاون ومدقة خشبية

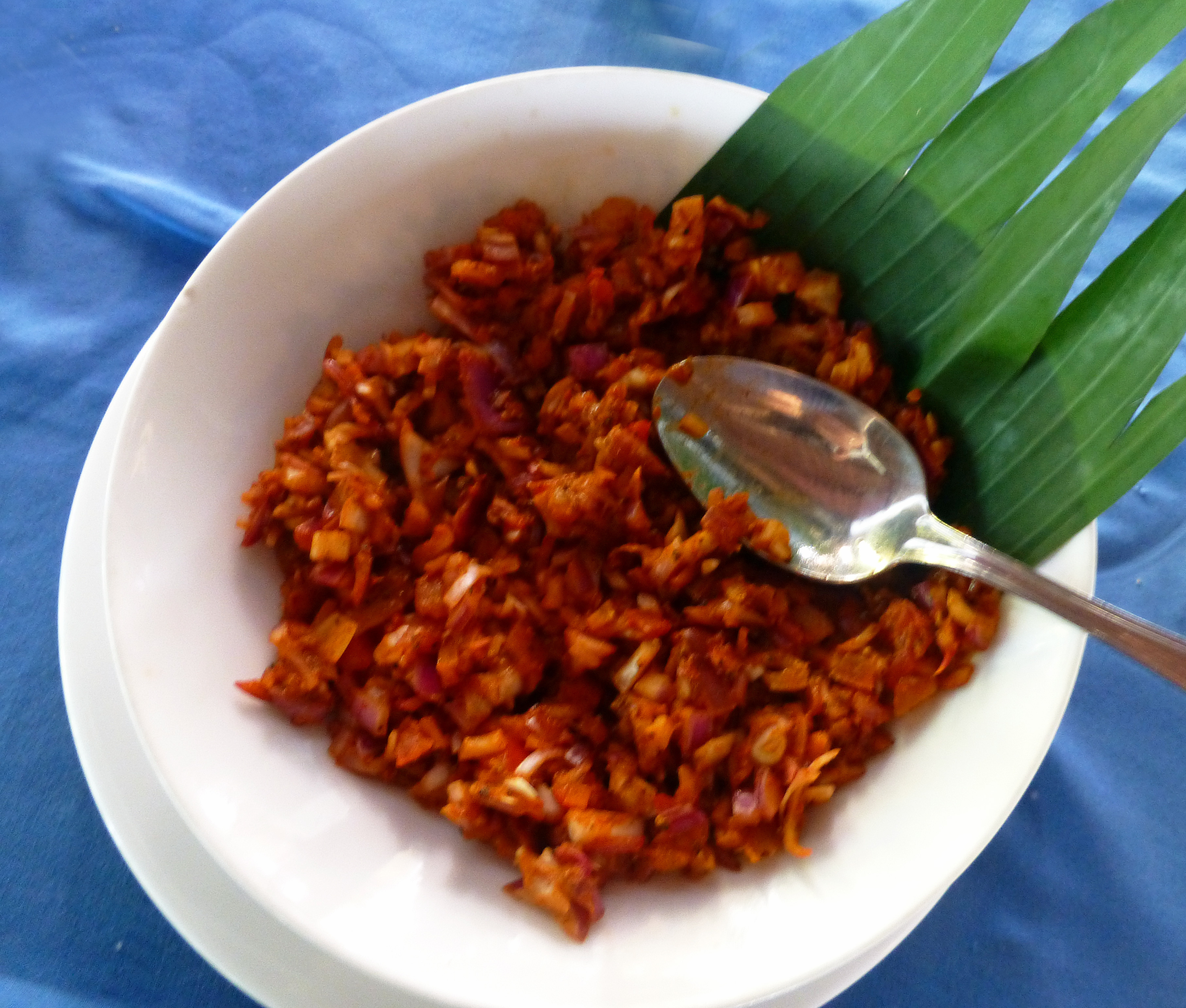
لونو ميريس (Lunumiris) في طبق تقديم أبيض

تختلف السامبولات (Sambols) في سريلانكا عن تلك التي تنشأ في ماليزيا وإندونيسيا، حيث يتم تحضيرها عادةً من مكونات غير مطهوة مثل الفلفل الحار الطازج، البصل الأحمر، جوز الهند، الثوم، والتي يتم طحنها باستخدام هاون ومدقة ثم خلطها مع حمض الستريك مثل عصير الليمون أو الليمون الحامض. تشبه السامبولات الصلصة المكسيكية (salsa) أو الصلصة اللاوسية (jaew).
سيني سامبول (Seeni sambol)
هذا سامبل حار/حلو من المطبخ السريلانكي، ويشمل البصل، سمك المالديف المفتت، والتوابل كمكونات رئيسية. اسمه، الذي يُكتب أيضًا "sini sambol" أو "seeni sambal"، مشتق من الكلمة المحلية التي تعني "السكر".
بول سامبول أو ثينغكاي سامبل (Pol sambol/Thengkai sambal)
هذا سامبل مصنوع من جوز الهند المبشور (بول وثينغكاي تعني جوز الهند باللغة السنهالية والتاميلية على التوالي)، البصل، الفلفل الأخضر، مسحوق الفلفل الأحمر، وعصير الليمون كمكونات رئيسية. أحيانًا، يتم إضافة سمك المالديف المفتت، ويمكن استخدام الطماطم بدلًا من عصير الليمون للنكهة.
لونو ميريس أو كاتا سامبل (Lunumiris أو Katta sambal)
هذا سامبل مصنوع من البصل الأحمر. اسم "لونو ميريس" يمكن ترجمته حرفيًا إلى "ملح فلفل"، وهو معجون من الفلفل الأحمر المطحون مع ملح البحر. أحد المشتقات الشائعة هو كاتا سامبل، الذي يضيف البصل، سمك المالديف المفتت، الملح، وعصير الليمون إلى خليط الفلفل والملح.
فالاي كاي سامبل (Vaalai kai sambal)
هذا سامبل مصنوع من الموز الأخضر المسلوق والمهروس، جوز الهند المبشور، الفلفل الأخضر المفروم، البصل، الملح وعصير الليمون. "فالاي كاي" تعني الموز الأخضر غير الناضج باللغة التاميلية السريلانكية.
تاميل جافنا (Jaffna Tamils) يصنعون كامبال (campal) الذي يشبه أكثر الشاتني (chutney).

## أطباق

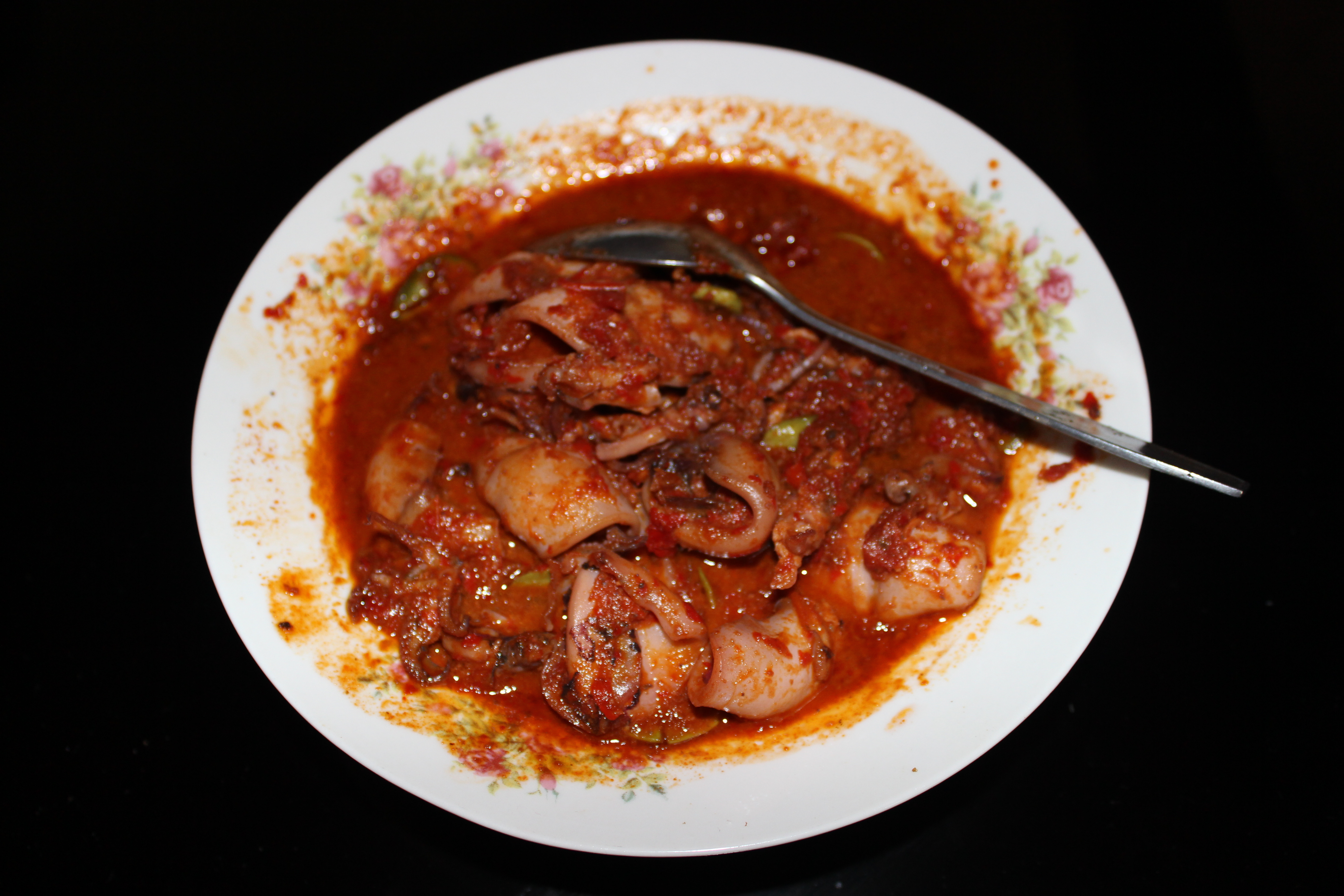
سامبل كومي (Sambal cumi) مع الحبار أو الكاليماري

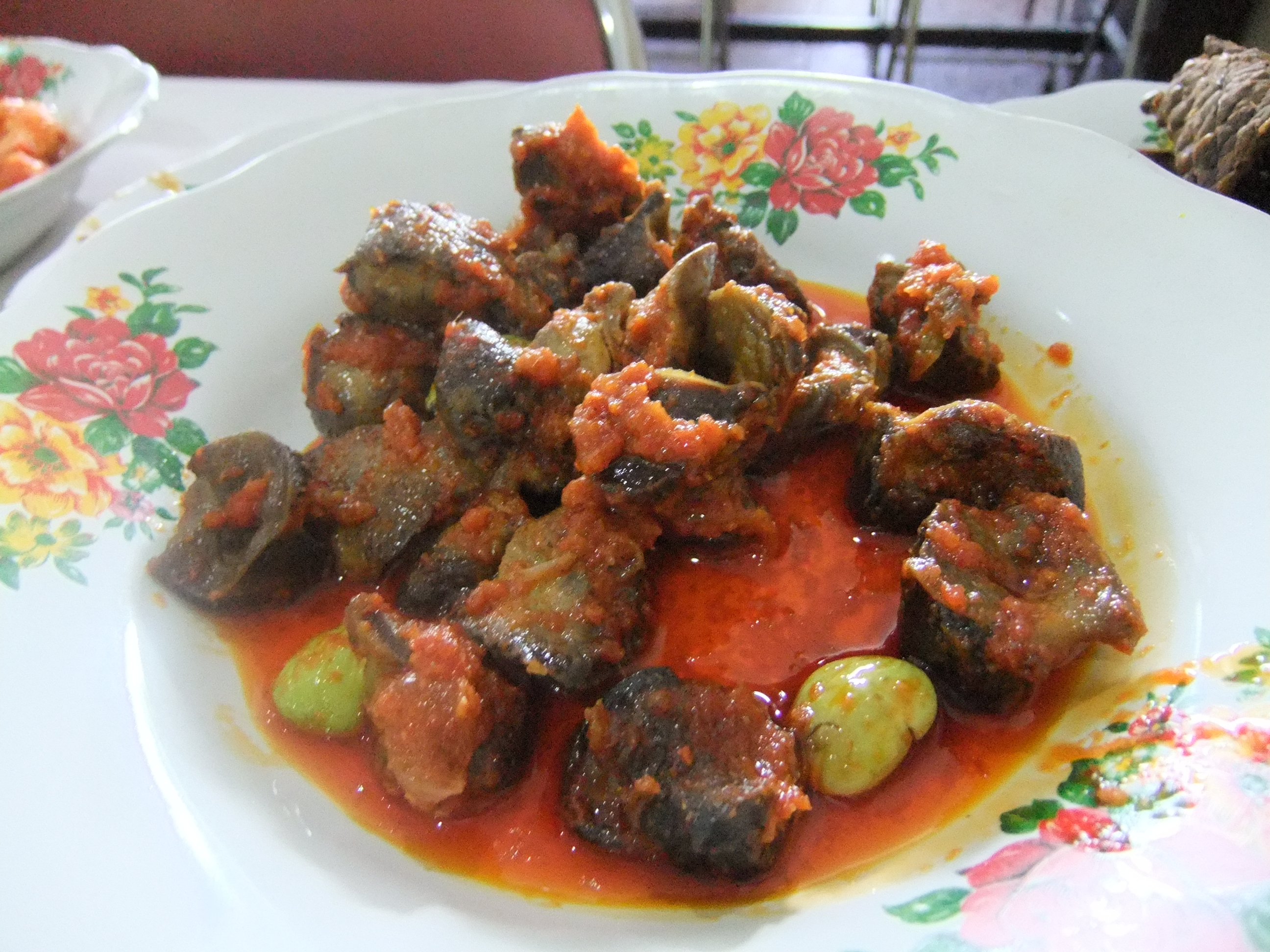
سامبل غورينغ آتي (Sambal goreng ati)، كبد مقلي مع سامبل

يمكن أيضًا استخدام السامبل كمكون في طبق يستخدم كمية كبيرة من الفلفل الحار. الأطباق التي تبدأ بمصطلح سامبل غورينغ (sambal goreng) تعني أطباق السامبل المقلي. تشير إلى السامبل المقلي الممزوج بمكونات معينة مثل سامبل غورينغ كينتانغ (sambal goreng kentang) (البطاطس)، سامبل غورينغ هاتي (sambal goreng hati) (الكبد)، سامبل غورينغ كريتشيك (sامبال غورينغ krechek) (جلد البقر)، سامبل غورينغ تيري (sambal goreng teri) (الأنشوفة)، إلخ. في مطبخ بادانغ (Padang cuisine)، أي أطباق تبدأ ببالادو (balado) (حرفيًا: مع الفلفل الحار) تشير إلى الطبق الممزوج مع السامبل. تشمل الأطباق التي تحمل كلمة سامبل:

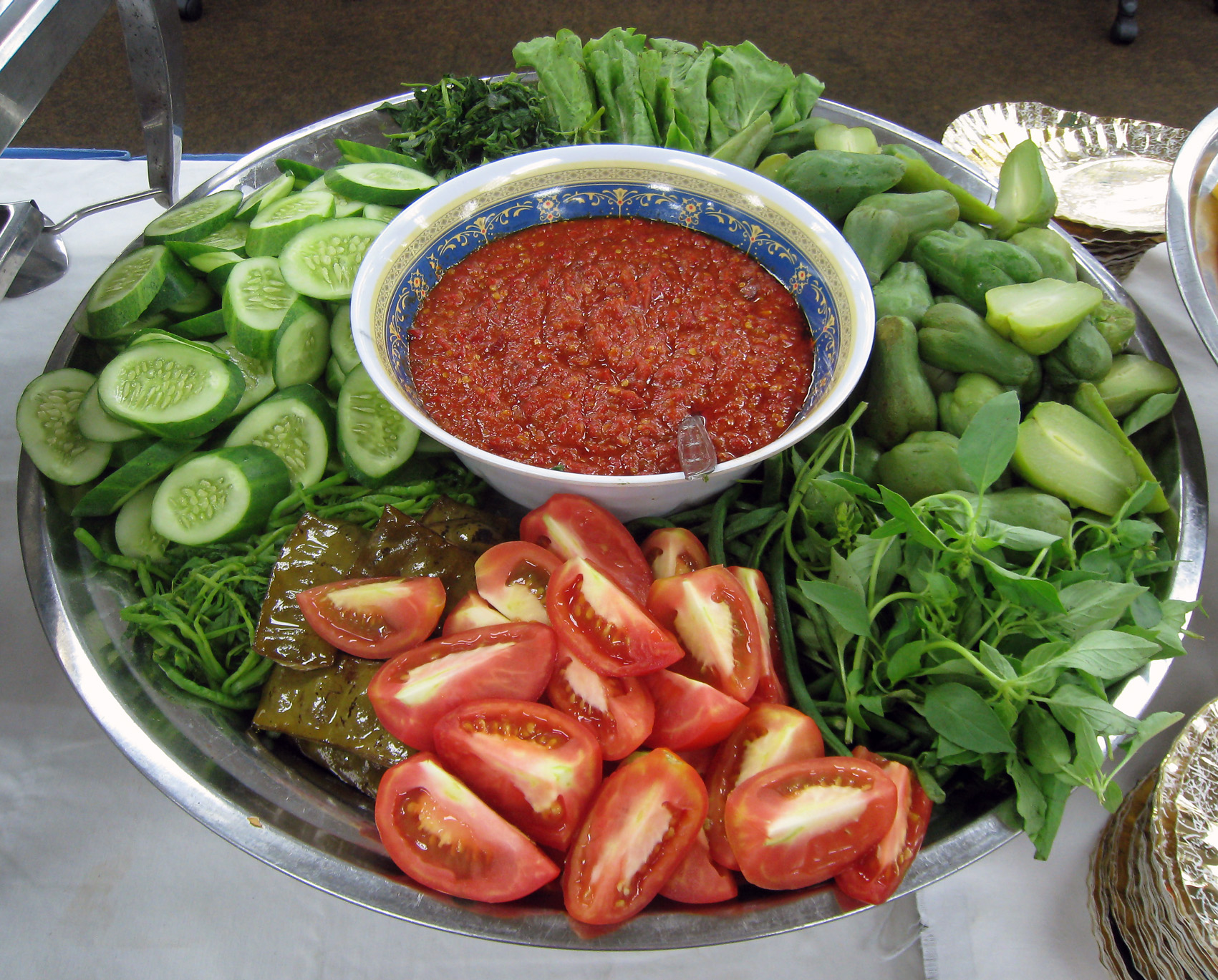
سامبل لالاب (Sambal lalab)
سامبل يُقدم مع لالاب (lalab) (تشكيلة من الخضروات الطازجة)، ويُستهلك كصلصة للتغميس مع السلطة. طبق سوندا (Sundanese).
سامبل سوتونغ أو سامبل كومي (Sambal sotong أو Sambal cumi)
(مع الحبار أو الكاليماري).
سامبل أودانغ كيرينغ (Sambal udang kering)
(مع الجمبري المجفف)، يُعرف أيضًا في بينانغ باسم "Sambal Hae Bee".
سامبل لينغكونغ (Sambal lengkong)
(مع سمك البارانغ/الرنجة الذئبية (wolf herring)).
سامبل بيلوت (Sambal belut)
(مع ثعبان البحر). طبق إندونيسي.
سامبل غورينغ آتي (Sambal goreng ati)
(مع كبد البقر أو الدجاج، البطاطس، وأحيانًا البيتاي). طبق إندونيسي.
سامبل غورينغ تيري كاتشانغ (Sambal goreng teri kacang)
(مع الأنشوفة والفول السوداني). طبق إندونيسي.
سامبل غورينغ كيرينغ تمبيه (Sambal goreng kering tempe)
(مع التمبيه (tempeh)). طبق إندونيسي.
سامبل غورينغ كريتشيك (Sambal goreng krecek)
(مع كعك جلد البقر أو الجاموس المائي). طبق جاوي.
سامبل غورينغ أودانغ (Sambal goreng udang)
أو سامبل الجمبري (sambal shrimp) (مع الجمبري الطازج)، يُعرف أيضًا باسم "أودانغ بالادو" (udang balado). طبق مينانغ.
سامبل جامور (Sambal jamur)
(مع فطر المحار). طبق إندونيسي.
سامبل راديو (Sambal radio)
طبق تقليدي من ساراواك (Sarawak)، وهو عجة ممزوجة مع بيلاكان (belacan) المقلي والأنشوفة.
سامبل إيكان (Sambal ikan)
طبق على الطريقة الماليزية يُحضر من السمك والتوابل ويُطهى حتى يفقد السمك شكله. يتوفر بأنواع مختلفة، بعضها على شكل فتات السمك الجاف المعروف باسم "سيروندينغ إيكان" (serunding ikan)، وبعضها رطب مثل سامبل إيكان بيلس (sambal ikan bilis) (الأنشوفة) أو سامبل إيكان تونغكول (sambal ikan tongkol) (التونة الوثابة).
سامبل داجينغ أو سيروندينغ داجينغ (Sambal daging/serunding daging)
سامبل على الطريقة الماليزية يُحضر من اللحم والتوابل ويُطهى لأكثر من 4 ساعات حتى يفقد اللحم شكله، يشبه فتات اللحم (meat floss).
سامبل ستينغراي (Sambal stingray)
طبق مأكولات بحرية ماليزي/سنغافوري يتم فيه شوي سمك اللخم (stingray) ويُقدم مع معجون سامبل.
سامبل وادير (Sambal wader)
طبق جاوي (Javanese) مصنوع من الراسبورا الصفراء (yellow rasbora) وسامبل تراسي (sambal terasi). يُعتقد أنه كان يُقدم منذ عصر ماجاباهيت (Majapahit).